# Joan XXIII
|  | Per a altres significats, vegeu «Joan XXIII de Pisa». |

Joan XXIII   (Sotto il Monte Giovanni XXIII, 25 de novembre de 1881 - Palau Vaticà, 3 de juny de 1963) nascut Angelo Giuseppe Roncalli, va ser el 261è bisbe de Roma i papa de l'Església Catòlica (el 260è successor de Pere, Primat d'Itàlia i tercer sobirà de l'estat de la Ciutat del Vaticà. Va ser terciari franciscà i va ser beatificat per Joan Pau II el 3 de setembre del 2000; i finalment canonitzat el 27 d'abril del 2014, conjuntament amb Joan Pau II, i davant la presència del papa emèrit Benet XVI, qui concelebrà la missa de canonització.
Va ser elegit papa el 28 d'octubre del 1958 i en menys de cinc anys de pontificat va revifar l'impuls evangelitzador de l'Església catòlica. Joan XXIII va sorprendre els que esperaven que fos un papa conservador quan convocà Concili Vaticà II (1962-1965), inaugurat l'11 d'octubre del 1962. Els seus punts de vista apassionats sobre la igualtat es resumeixen en la seva famosa declaració: «Nosaltres tots van ser fets a imatge de Déu, i per tant, tots som segons Déu per igual.» Joan XXIII va fer molts discursos apassionats durant el seu pontificat, un dels quals era el dia en què es va obrir el Concili Vaticà II en meitat de la nit a la multitud reunida a la Plaça de Sant Pere: «Estimats fills, quan torneu a casa, us trobareu els nens: doneu-los una abraçada i digueu-los: aquesta és una abraçada del Papa!»
Joan XXIII va morir abans de la fi del Concili Vaticà II. Va morir de càncer d'estómac, el 3 de juny de 1963, quatre anys i mig després de la seva elecció i dos mesos després de publicar la seva darrera i famosa encíclica, Pacem in Terris. Va ser enterrat a les grutes vaticanes sota de la basílica de Sant Pere el 6 de juny del 1963, i la seva causa de canonització va ser oberta el 18 de novembre del 1965 pel seu successor, Pau VI, qui el va declarar servent de Déu. A més de ser nomenat venerable el 20 de desembre del 1999, va ser beatificat el 3 de setembre del 2000 per Joan Pau II, juntament amb el papa Pius IX i tres persones més. Després de la seva beatificació, el seu cos va ser traslladat el 3 de juny del 2001 cap a l'altar de Sant Jeroni, on podia ser vist pels fidels. El 5 de juliol del 2013, el papa Francesc –sense esperar pel segon miracle que tradicionalment cal– va declarar sant Joan XXIII, després del comú acord, per un consistori, o reunió, del col·legi de Cardenals. Van basar la decisió en el fet que consideraven que havia conduït una vida virtuosa i modèlica, i havia treballat per al bé de l'Església en obrir el Concili Vaticà II. Va ser canonitzat juntament amb Joan Pau II el 27 d'abril del 2014. Joan XXIII avui és conegut afectuosament com el «papa bo» o en italià, «il papa buono».
L'Església Catòlica celebra la seva festa no en la data de la seva mort, el 3 de juny, com és habitual, ni tan sols en el dia de la seva presa de possessió papal (com de vegades es fa amb els papes que són sants, com ara Joan Pau II) sinó l'11 d'octubre, el dia de la primera sessió del Concili Vaticà II. Això és comprensible, ja que la idea era d'ell i va ser ell qui el va convocar. El dijous 11 de setembre del 2014, Francesc va afegir la seva memòria lliure al mundial calendari romà general dels dies de festa dels sants, en resposta a les sol·licituds globals. És commemorat com a cristià destacat en la data de la seva mort, 3 de juny, per l'Església Evangèlica Luterana a Amèrica i l'endemà, 4 de juny, per l'Església Anglicana del Canadà i per l'Església Episcopal dels Estats Units.

## Biografia
Nascut a Brusicco, una part de Sotto il Monte, un poblet de la província de Bèrgam, a la Llombardia, el 25 de novembre del 1881, fill de Battista Roncalli i de Marianna Mazzola, sent el quart de tretze germans. Els seus germans eren:
- Maria Caterina (1877–1883)
- Teresa (1879–1954)
- Ancilla (1880 – 11 de novembre de 1953)
- Francesco Zaverio (1883–1976)
- Maria Elisa (1884–1955)
- Assunta Casilda (Marchesi) (1886 – 23 de marc de 1980)[10]
- Domenico Giuseppe (22 de febrer de 1888 – 14 de marc de 1888)
- Alfredo (1889–1972)
- Giovanni Francesco (1891–1956)
- Enrica (1893–1918)
- Giuseppe Luigi (1894–??)
- Luigi (1896–1898)[11][12]

A diferència del seu predecessor, Eugenio Pacelli, que era d'estirp noble, provenia d'una família humil: els seus parents treballaven com mitgers. Va rebre el sagrament de la confirmació el 13 de febrer del 1889 pel bisbe de Bèrgam Gaetano Guindani. Amb l'ajuda econòmica del seu oncle Zaverio, del rector Rebuzzini i de Giovanni Morlani (propietari de les terres conreades pels Roncalli), va estudiar al seminari menor de Bèrgam. Va guanyar una beca i es va traslladar al seminari dell'Apollinare a Roma, l'actual Pontifici Seminari Major Romà, on va completar els estudis. Al seminari, va començar la pràctica (que continuaria fins a la mort) de redactar unes notes espirituals, recollides en el seu Diari de l'ànima, traduït al català per Just Maria Llorens.
L'1 de març del 1896, el director espiritual del seu seminari, Luigi Isacchi, el va inscriure a l'Orde Franciscà Seglar. Hi va professar els seus vots com a membre el 23 de maig del 1897.
El 1904, Roncalli va completar el seu doctorat en teologia i va ser ordenat sacerdot a l'església de Santa Maria a Montesanto de la Piazza del Popolo, el 10 d'agost del 1904, a l'edat de 23 anys de mans de l'arquebisbe Giuseppe Ceppetelli. Poc després d'això, quan encara s'estava a Roma, Roncalli es va trobar a la basílica de Sant Pere amb el papa Pius X. Després d'això, va tornar a la seva ciutat per celebrar la missa de l'Assumpció.
Durant la seva estada a Roma va participar el 1903, en el funeral del cardenal Lucido Maria Parocchi, on va escriure: «Si jo posseís la seva ciència i virtut, podríeu dir que sóc feliç». Quan era un nen, i durant el seminari, va manifestar la veneració vers la Verge amb nombroses peregrinacions al santuari de la Madonna del Bosco a Imbersago. El 1901 va ser reclutat i es va allistar al 73è regiment d'infanteria, brigada Llombardia, estacionat a Bèrgam.

### Els primers passos en la carrera eclesiàstica

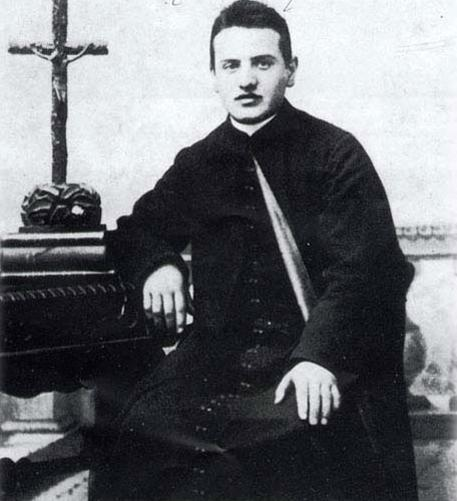
El jove prevere Angelo Roncalli

El 1905, a continuació, Giacomo Radini-Tedeschi, el nou bisbe de Bèrgam el va fer el seu secretari personal. Roncalli es va distingir per la seva dedicació, discreció i eficàcia. Al seu torn Radini-Tedeschi sempre va ser guia i exemple per a Angelo Roncalli. La personalitat d'aquest bisbe, va fer que per Roncalli augmentés la seva sensibilitat a les noves idees i els moviments de l'època de l'Església, pel que és sensible a la qüestió social, en un moment en què fins i tot valia el «non expedit» que, des del 1861, impedia als catòlics a participar en la política. En particular Radini Tedeschi i Roncalli serian figures clau en la vaga de Ranica a la província de Bergàm. El bisbe va donar suport als obrers en vaga i va regalar-los el seu anell episcopal, fins al punt que van ser investigats pel Sant Ofici, només per deixar-lo lliure. Roncalli va romandre al costat Radini-Tedeschi, fins a la mort d'aquest, el 22 d'agost del 1914. Les darreres paraules de Radini-Tedeschi a Roncalli van ser «Angelo, prega per la pau». La mort de Radini-Tedeschi el va afectar profundament. Durant aquest període també es va dedicar a l'ensenyament d'història de l'Església al seminari de Bèrgam. Es va distingir també en la investigació històrica sobre la diòcesi, treballant en l'edició crítica de les Actes de la visita apostòlica a Bèrgam de sant Carles Borromeo.
Va ser reclutat el 1915 al Regio Esercito com a sergent, amb la guerra començada va servir a la sanitat militar com portalliteres i després va ser donat d'alta amb el grau de tinent capellà. L'afirmació, el 1919, del Partit Popular Italià de Luigi Sturzo, va ser vist per Roncalli com «una victòria del pensament cristià».
A l'inici del 1919, va ser nomenat director espiritual del seminari.
El 6 de novembre del 1921 viatjà a Roma, on es va trobar amb el papa Benet XV, que el va nomenar prelat domèstic (que li va valer el títol de monsenyor) i president del Consell Nacional Italià de la Propagació de la Fe. En aquest context es va ocupar, entre altres coses la preparació del motu proprio del nou papa Pius XI Romanorum Pontificum, que va esdevenir la Carta Magna de la cooperació missionera. Roncalli recordà Benet XV com el més simpàtic dels papes que havia conegut.
L'adveniment del feixisme no va trobar Roncalli particularment favorable per al nou règim: les últimes eleccions que es van realitzar amb les llistes oposades (1924), va dir a la família de romandre fidels al Partit Popular, tot i la política profeixista de l'Acció Catòlica. El seu judici sobre Mussolini és força negatiu, tot i la seva moderació de to: «La salut d'Itàlia pot no ser encara per Mussolini, tot i que és un home de geni. Els seus efectes són, potser, bons i justos, però el mitjans tenen caràcter abusiu i són contraris a la llei de l'Evangeli.»

### Les missions diplomàtiques

#### A Bulgària
Al febrer del 1925, el Secretari d'Estat, cardenal Pietro Gasparri el va convocar al Vaticà i el va informar de la decisió de Pius XI de nomenar-lo visitador apostòlic a Bulgària (1925–35). Va ser elevat a la dignitat episcopal, i va esdevenir arquebisbe titular pro illa vice, d'Areopolis. Era una antiga diòcesi a Palestina, anteriorment anomenada in partibus infidelium. Això és, simplement, un títol que es fa servir per atorgar el rang de bisbe sense haver de tenir diòcesi real. Roncalli va triar com el seu lema episcopal Obedientia et pax (Obediència i pau), una frase que es va convertir en el símbol del seu treball i que havia pres del lema del cardenal Cesare Baronio Pax et oboedientia.
La consagració episcopal, presidida pel cardenal Giovanni Porcelli Tacci, secretari de la Congregació Oriental, es va dur a terme el 19 de març del 1925, a l'església de San Carlo al Corso de Roma. Després de la consagració, va presentar la seva família a Pius XI.
En un principi el seu ministeri a Bulgària havia de durar només uns mesos, per dur a terme cinc tasques: visitar totes les comunitats catòliques del regne (cosa que va fer de maig a setembre del 1925); resoldre el conflicte a la diòcesi de Nicòpolis entre Don Karl Raev i el arquebisbe passionista Damian Theelen (que realitzà en els primers mesos); promoure i posar en marxa un seminari nacional per a la formació de sacerdots locals (que mai no va ser capaç d'aconseguir); la reorganització de la comunitat de ritu oriental (que va realitzar al 1926, amb l'ordenació del primer bisbe exarca, Kirill Kurtev); iniciar relacions diplomàtiques amb la cort i el govern, en vista d'una representació completa de la Santa Seu (treball que va donar lloc a la creació, el 26 de setembre del 1931, de la Delegació Apostòlica).
Per diverses raons els pocs mesos es van convertir en deu anys, motiu pel qual Roncalli va tenir l'oportunitat de participar més activament en la vida de la població búlgara, de la qual també va aprendre la llengua. També va tenir contacte amb la majoria ortodoxa de la població, i va demostrar una caritat particular, sempre en el context de l'ideal unionista, sense cap anticipació ecumènica. Més tard va haver d'ocupar-se del matrimoni entre el rei búlgar Boris III, ortodox, i la filla del rei d'Itàlia Víctor Manuel III d'Itàlia, Giovanna de Savoia.
Pius XI havia, de fet, concedit la dispensa al matrimoni de religió mixta amb la condició que el matrimoni no es repetiria a l'Església ortodoxa i que tota la descendència havien de ser batejats i criats com a catòlics. Després de la cerimònia catòlica celebrada a Assís el 25 d'octubre del 1930, el 31 d'octubre la parella reial, encara que no renovés el consentiment matrimonial, li va donar a entendre a la gent de Bulgària que havien de repetit el matrimoni a la catedral ortodoxa a Sofia. La profunda irritació de Pius XI per l'incident va donar lloc a una protesta papal solemne. El bateig ortodox dels nens de la parella, el de la Maria Luisa al gener del 1933, va provocar més indignació, que va prendre la forma de una nova protesta pública papal.

#### A Istanbul
El 1934 va ser nomenat arquebisbe titular de Mesembria, una antiga ciutat de Bulgària, amb el càrrec de delegat apostòlic a Turquia i Grècia i també d'administrador apostòlic sede vacante del vicariat apostòlic d'Istanbul. Se'l va conèixer com «el papa turcòfil» per la societat turca, predominantment musulmana. A l'octubre del 1935, va portar un grup de pelegrins de Bulgària a Roma i els va presentar a Pius XI el 14 d'octubre. Aquest període de la vida de Roncalli, que va coincidir amb la Segona Guerra Mundial, és recordat, en particular, pel seu treball en favor dels jueus que fugien dels països europeus ocupats pels nazis.
Al febrer del 1939, va rebre la notícia de les seves germanes que la seva mare s'estava morint. El 10 de febrer del 1939, Pius XI va morir. Roncalli va ser incapaç de veure la seva mare fins al final perquè la mort d'un pontífex significava que hauria de romandre al seu lloc fins a l'elecció d'un nou pontífex. Malauradament, sa mare va morir el 20 de febrer del 1939, durant els nou dies de dol per Pius XI. Va rebre una carta del cardenal Eugenio Pacelli, i Roncalli va recordar més tard que era probablement l'última carta que Pacelli va enviar fins a la seva elecció com a papa Pius XII, el 2 de març del 1939. Roncalli va expressar la felicitat que Pacelli hagués estat elegit, escoltant per ràdio la coronació del nou pontífex.
A l'abril del 1939, amb optimisme, va escriure en el seu diari «no crec que tindrem una guerra». En el moment en què la guerra de fet va començar, es trobava a Roma, trobant-se amb el Papa Pius XII el 5 de setembre del 1939. El 1940, a Roncalli se li va preguntar per part del Vaticà per dedicar més del seu temps a Grècia. Per tant, va fer diverses visites allà al gener i maig d'aquest any.
Roncalli va tenir una estreta relació amb l'ambaixador d'Alemanya a Ankara, el catòlic Franz von Papen, ex canceller del Reich, i li va demanar treballar en favor dels jueus. Així donà testimoni l'ambaixador d'Alemanya: «Vaig oir missa d'ell a la delegació apostòlica. Parlàvem de la millor manera de garantir la neutralitat de Turquia. Erem amics. Li vaig passar diners, roba, aliments, medicaments per als jueus, que es dirigien cap a ell, arribant descalços i nus de les nacions d'Europa de l'Est, que ja estaven ocupades per les forces del Reich. Crec que 24.000 jueus van ser ajudats d'aquesta manera.»
Durant la guerra, un vaixell ple de nens jueus alemanys, que miraculosament va escapar a tot control, va arribar al port d'Istanbul. D'acord amb les regles de la neutralitat, Turquia hauria hagut d'enviar els nens a Alemanya, els quals haurien estat enviats als camps d'extermini. Roncalli va treballar dia i nit per la seva salvació, i al final –gràcies a la seva amistat amb von Papen– els nens es van salvar.
Al juliol del 1943 Angelo Roncalli va escriure al seu diari: «La pitjor notícia del dia és la retirada de Mussolini del poder. Ho acullo amb molta calma. Crec que el gest del Duce és un acte de saviesa, que l'honora. No, no tiraré pedres contra ell. Fins i tot per a ell, sic transit gloria mundi. Però el gran bé que ell ha fet per Itàlia seguirà essent. El retir és expiació d'alguns del seu errors. Dominus parcat illi. (Déu tingui pietat d'ell)».

#### A París

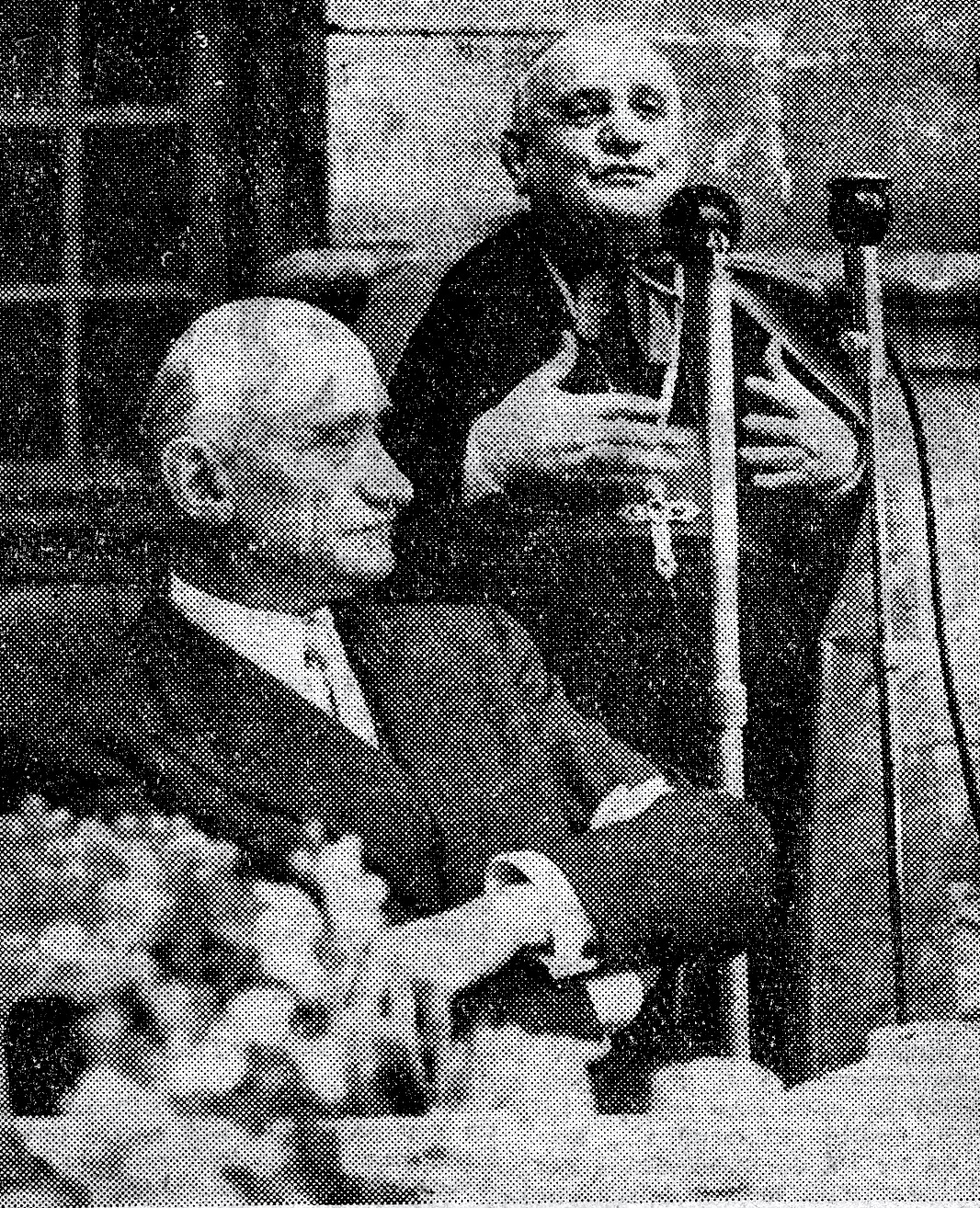
El cardenal Roncalli i Robert Schuman.

El 1944 Pius XII va nomenar Roncalli nunci apostòlic a París. Roncalli va ser triat entre diversos altres candidats, un dels quals era l'arquebisbe Joseph Fietta. Roncalli es va reunir amb Domenico Tardini per parlar del seu nou nomenament, i la seva conversa va suggerir que Tardini no estava d'acord. Un prelat de la Cúria es va referir a Roncalli com un «vell xaruc» mentre parlava amb un periodista.
Mentrestant, amb l'ocupació alemanya d'Hongria, havien començat les deportacions i execucions en massa també en aquest país. La col·laboració del nunci apostòlic i el diplomàtic suec Raoul Wallenberg van aconseguir que milers de jueus evitessin les cambres de gas. En assabentar-se, gràcies a Wallenberg, que milers de jueus havien aconseguit travessar la frontera d'Hongria i refugiar-se a Bulgària, Roncalli va escriure una carta al rei Boris III (endeute amb el nunci, que havia celebrat el seu matrimoni, tot i les dificultats descrites anteriorment), pregant-li que no cedira davant l'ultimàtum d'Adolf Hitler que havia ordenat que tornessin els refugiats.
Els vagons amb jueus estaven ja a la frontera, però el rei va cancel·lar l'ordre d'expulsió. Una investigació duta a terme per la Fundació Wallenberg i el Comitè Roncalli, amb la participació d'alguns historiadors, ha posat de manifest que el nunci apostòlic, aprofitant les seves prerrogatives diplomàtiques, estava disposat a enviar als jueus d'Hongria certificats de baptisme falsos i d'immigració a Palestina, on finalment van arribar. La seva intervenció va ser ampliada en favor dels jueus d'Eslovàquia i Bulgària i es multiplicà per a moltes altres víctimes del nazisme. La Fundació Internacional Raoul Wallenberg, des de setembre del 2000, ha demanat formalment al Yad Vashem de Jerusalem que el nom d'Angelo Giuseppe Roncalli sigui inserit a la llista dels Justos entre les Nacions.
Roncalli va deixar Ankara el 27 de desembre del 1944 i amb una sèrie de vols de curta distància que el van portar a diversos llocs, com Beirut, el Caire i Nàpols, va arribar a Roma el 28 de desembre i es va reunir tant amb Tardini i el seu amic Giovanni Battista Montini. Se'n va anar a França l'endemà per iniciar el seu nou càrrec.
Entre els principals èxits diplomàtics a París està la reducció en el nombre de bisbes dels quals el govern francès va exigir la purga pel seu compromís amb la França de Vichy. Roncalli va ser capaç d'assegurar-se que Pius XII es veiés obligat a acceptar únicament la renúncia de tres bisbes (els de Mende, d'Ais i el d'Arras), a més d'un bisbe auxiliar de París i de tres vicaris apostòlics de les colònies d'ultramar. Quan, el 1953, Roncalli va ser creat cardenal, el president francès Vincent Auriol, (encara que socialista i notòriament ateu), va reclamar un antic privilegi reservat als monarques francesos i personalment va imposar el barret de cardenal durant una cerimònia al palau de l'Elisi. El mateix dia el president francès li va concedir la Gran Creu de la Legió d'Honor de la República francesa el 14 de gener del 1958.

### Patriarca de Venècia

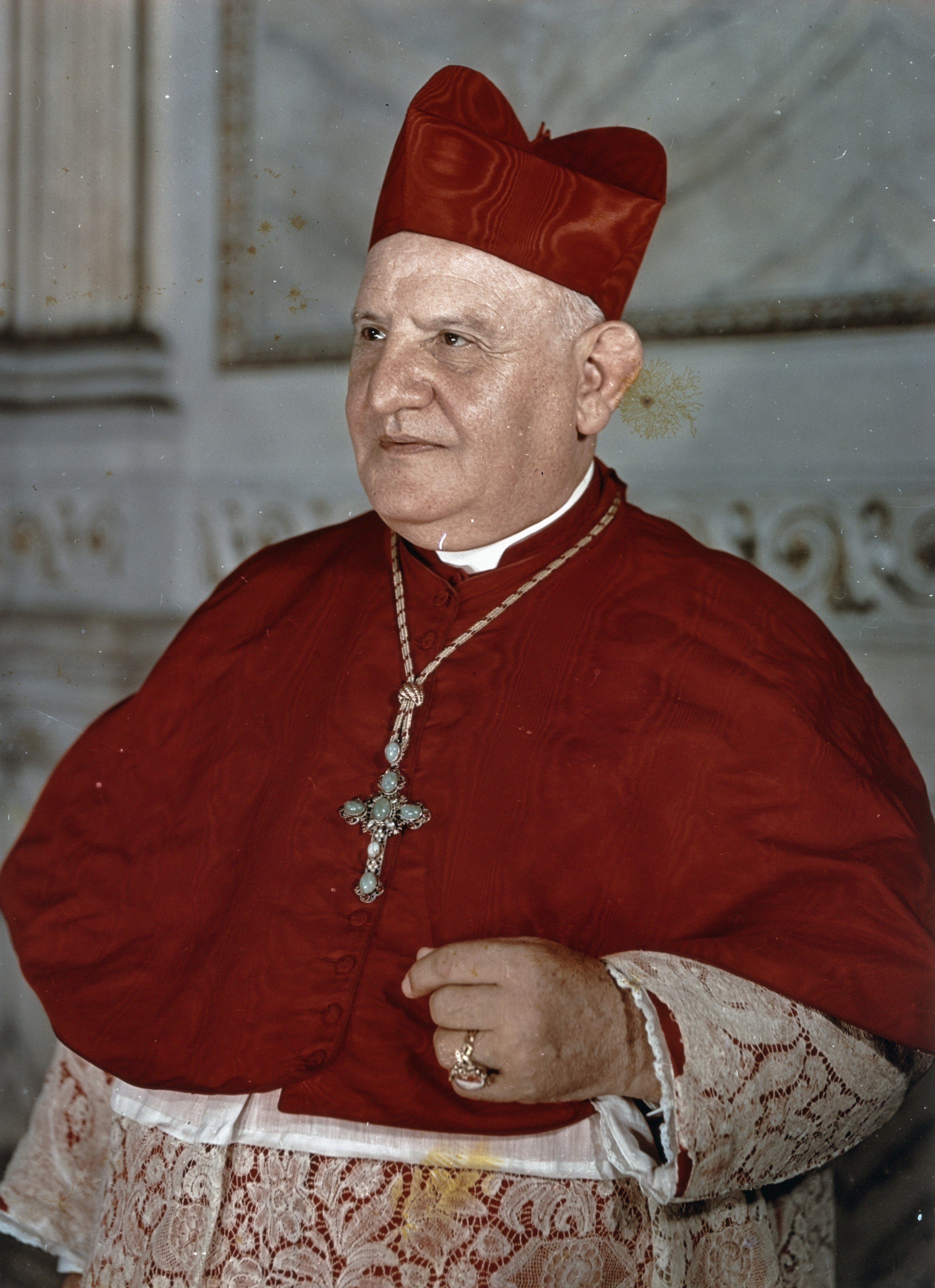
Angelo Roncalli, patriarca de Venècia

Escut cardenalici de Roncalli.

Roncalli va rebre un missatge de Giovanni Battista Montini el 14 de novembre del 1952 en què li demanava si voldria esdevenir el nou patriarca de Venècia davant la imminent mort de Carlo Agostini. D'altra banda, Montini li va dir per carta el 29 de novembre del 1952 que Pius XII havia decidit elevar-lo al Col·legi de Cardenals. Roncalli sabia que anava a ser designat per dirigir el patriarcat de Venècia a causa de la mort d'Agostini, que també anava a ser elevat al rang de cardenal.
Al consistori del 12 de gener del 1953 va ser creat cardenal per Pius XII amb el títol de cardenal prevere de Santa Prisca; a més de ser nomenat patriarca de Venècia, on va ser finalment capaç d'exercir una tasca pastoral immediata en estreta col·laboració amb els sacerdots i el poble que sempre havia volgut des del dia de la seva ordenació. Roncalli va abandonar França per anar a Venècia el 23 de febrer del 1953, amb una breu parada a Milà i després a Roma. El 15 de març del 1953, va prendre possessió de la seva nova diòcesi a Venècia. Va ser al voltant d'aquest temps que amb l'ajuda de Bruno Heim, va formar el seu escut d'armes amb un lleó de Sant Marc, sobre fons blanc.
Roncalli va decidir viure al segon pis de la residència reservada per al patriarca,. Preferia no viure a la cambra del primer pis on havia residit Giuseppe Melchiorre Sarto, abans d'esdevenir papa Pius X. El 29 de maig del 1954, finalment Pius X va ser canonitzat i Roncalli es va assegurar que l'habitació patriarcal fos remodelada a la imatge del 1903 (any de l'elecció papal del nou sant) en honor seu. Amb uns familiars supervivents de Pius X, Roncalli celebra una missa en el seu honor.
El nou patriarca va portar una vida modesta, evitant les barreres formals amb fidels i desconeguts. Feia sovint llargues passejades per carrers i places, acompanyat només pel seu nou secretari, Loris Francesco Capovilla. Solia parar-se per conversar en dialecte fins i tot amb els gondolers. Qualsevol persona podia visitar-lo a la residència patriarcal perquè –que se sàpiga– «qualsevol persona podia necessitar confessar-se i jo no podia rebutjar les confidències d'una ànima en pena.» D'acord amb l'expressió textual atribuït per un diari a un venecià, «també va rebre sense cap problema l'últim dels captaires.»
També durant aquest període es va distingir per alguns actes d'obertura: entre els molts es recorda el missatge que va enviar al Congrés del PSI (partit encara aliat del PCI, els líders i propagandistes del qual havien estat excomunicats pel papa Pius XII el 1949) quan el 6 de febrer del 1957 els socialistes es van reunir a Venècia. No obstant això, mai va refusar la continuïtat amb les posicions històriques de l'Església cap als desafiaments diaris: Jean Guitton, acadèmic francès i observador laic al Concili Vaticà II recorda que, segons s'informa en una revista de 2 de gener del 1957, Angelo Roncalli identificà l'imperialisme, el marxisme, la democràcia liberal, la maçoneria i el secularisme com a les «cinc nafres d'avui del crucifix».
La seva germana Ancilla aviat seria diagnosticada amb càncer d'estómac al començament de la dècada del 1950. L'última carta que Angelo Roncalli li va enviar és datada el 8 de novembre del 1953. S'hi va comprometre a visitar-la dins de la setmana que ve. No va poder complir la seva promesa, car Ancilla va morir l'11 de novembre quan Roncalli estava consagrant una nova església a Venècia. Va assistir al seu enterrament a la seva ciutat natal. En la seva voluntat en tot aquest temps, ha esmentat que desitjava ser enterrat a la cripta de Sant Marc de Venècia amb alguns dels seus predecessors, i no amb la família a Sotto il Monte.
A Venècia, Roncalli no va abandonar el compromís apostòlic ecumènic ja exercida en les seves missions a l'Orient: continuà, de fet, els seus contactes amb els «germans separats» i participat tots els anys en la Vuitena de la Unitat de les Esglésies amb homilies i conferències.
Després de la mort de Pius XII, el 9 d'octubre del 1958, Roncalli va veure en directe el funeral en el seu últim dia complet a Venècia l'11 d'octubre. Va dedicar el seu diari al funeral i a l'estat maltractat del cadàver del Pontífex. Roncalli deixà Venècia per al conclave a Roma molt conscient que era papabile. En marxar una gran multitud el va acompanyar a l'estació desitjant-li en veu alta un viatge segur i una bona feina.

### Elegit papa
Molts havien considerat Giovanni Battista Montini, arquebisbe de Milà, com un possible candidat, però, tot i que era l'arquebisbe d'una dels seus més antigues i prominents d'Itàlia, encara no havia estat creat cardenal. Malgrat la seva absència del conclave del 1958 no el feia inelegible –en virtut del dret canònic qualsevol home catòlic que és capaç de rebre l'ordenació presbiteral i la consagració episcopal pot ser elegit– el Col·legi Cardenalici en general triava el nou pontífex d'entre els cardenals que dirigeixen arquidiócesis o departaments de la cúria romana presents al conclave papal. En aquells moment, a diferència de la pràctica contemporània, els cardenals participants no havien d'estar per sota dels 80 anys per a votar, hi havia pocs cardenals de ritu oriental, i no hi havia cardenals que fossin només preveres en el moment de la seva elevació.
El conclave es va reunir el dia 25 d'octubre del 1958. De tots els cardenals només n'hi assistiren 51, ja que dos havien mort durant el període de sede vacante i a altres dos no els fou permès de travessar el Teló d'Acer. Dividits entre una facció conservadora, formada majoritàriament pels cardenals italians, i una de liberal, formada pels francesos, els cardenals no arribaven a un acord. Fins que, després d'onze votacions fallides, ambdós bàndols van decidir-se per una papa de transició. Van fer convergir els seus vots sobre el cardenal Roncalli, que el dia 28 d'octubre, en la dotzena votació, va ser escollit papa.
Roncalli va ser convocat a l'última votació del conclave a les quatre. Va ser elegit papa a dos quarts de cinc amb un total de 38 vots. Després del llarg pontificat de Pius XII, els cardenals van triar a un home que –es presumeix per la seva avançada edat– seria un curt termini o «papa per sortir del pas». Van optar per a un candidat del qual esperaven que no faria faire durant el seu mandat. Després de la seva elecció, el cardenal Eugene Tisserant li va fer les preguntes rituals de si acceptaria i si és així, quin nom prendria per si mateix. Roncalli va donar la primera de les seves moltes sorpreses quan va triar «Joan».
D'altra banda, fet que no havia passat des de l'elecció de Pius IX, en el moment de l'obertura momentània de la Capella Sixtina per deixar entrar Alberto di Jorio, secretari del col·legi, després de l'elecció i de l'acceptació, tan aviat com el prelat es va agenollar davant d'ell en senyal d'homenatge, el nou papa, encara assegut a la seva cadira de cardenal, vestit amb els hàbits cardenalicis, es va treure del cap el solideu vermell i el posà a la testa de Di Jorio, per a sorpresa dels seus companys cardenals que l'envoltaven i es van adonar, a partir d'aquest fet, que el nou papa seria un home de sorpreses i no pas un «vellet acomodat». Va triar com a secretari privat el cardenal Loris Francesco Capovilla, que ja l'havia ajudat quan era patriarca de Venècia. Capovilla es va mantenir, després de la mort de Roncalli, com un fidel guardià de la seva memòria fins a la seva mort.
Després que Roncalli va respondre les dues preguntes rituals, el cardenal Nicola Canali va pronunciar el tradicional Habemus Papam a la gent a les 06:08 de la tarda, una hora exacta després que aparegués la fumata blanca. Una mica més tard, va aparèixer al balcó i va donar la seva primera benedicció Urbi et orbi a la multitud dels fidels que es concentraven a la plaça de Sant Pere. Aquesta mateixa nit, va nomenar Domenico Tardini com el seu secretari d'Estat.
El 4 de novembre del mateix any va ser coronat pel cardenal Nicola Canali, convertint-se així en el 261è Summe Pontífex. Va ser coronat amb la Tiara Palatina del 1877. La seva coronació durà les tradicionals cinc hores. Segons alguns analistes principalment hauria estat elegit per una raó: la seva edat. Després del llarg regnat del seu predecessor, els cardenals havien triat, per tant, un home que es presumia, a causa de la seva avançada edat i modèstia personal, que seria un «papa de transició». El que va ser inesperat va ser el fet que la calor humana, el bon humor i l'amabilitat de Joan XXIII, a més de la seva experiència diplomàtica, va guanyar l'afecte de tot el món catòlic i l'estimació dels no catòlics.

#### L'elecció del nom
Quan el cardenal Angelo Giuseppe Roncalli va ser triat i va triar el nom de Joan, hi va haver una petita controvèrsia de decidir si havia de ser anomenat Joan XXIII o Joan XXIV; declarà que el seu nom pontifici era Joan XXIII, tancant l'assumpte.
La decisió de Roncalli de no ser anomenat Joan XXIV, com era d'esperar, va valer la pena com una confirmació de la situació d'antipapa d'aquest primer Joan XXIII. Roncalli va escollir el nombre XXIII ja el dissabte 27 de setembre del 1958 a Lodi, on el llavors encara cardenal, com a legat papal per a les celebracions del centenari de la refundació de la ciutat, acollit pel bisbe Tarcisio Vincenzo Benedetti, va visitar la sala groga de les pintures del palau episcopal de Lodi, on es troben les efígies de l'antipapa Joan XXIII i l'emperador Segimon, que es van reunir a Lodi el 1414. Roncalli va comentar amb bon humor a l'amic Benedetti que no era convenient tenir al palau d'un bisbe el retrat d'un antipapa. Sobre la discussió vers el nom de Joan XXIII i XXIV en una possible elecció del nom de Joan d'un nou papa, Roncalli va expressar l'opinió que era dret de Joan XXIII, car Baldassarre Cossa havia estat un antipapa. No sabia que uns mesos després seria ell, com a successor de Pius XII, que prendria aquesta decisió.
Sobre l'elecció del seu nom papal, el Papa Joan XXIII va dir als cardenals:
| « | Escullo Joan… un nom dolç per a nosaltres, ja que és el nom del nostre pare, estimat per a mi, ja que és el nom de la parròquia humil on vaig ser batejat, el nom solemne d'innombrables catedrals escampades per tot el món, incloent la nostra pròpia basílica (Sant Joan del Laterà). Vint-i-dos Joans de legitimitat indiscutible han [estat Papa], i gairebé tots van tenir un breu pontificat. Hem preferit ocultar la petitesa del nostre nom darrere d'aquesta magnífica successió de papes de Roma. | » |

Després de la seva elecció, va confiar al cardenal Maurici Feltin que havia triat el nom «a la memòria de França i en la memòria de Joan XXII que va continuar la història del papat a França.»

### El pontificat

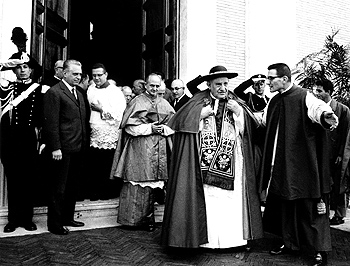
Joan XXIII, amb Loris Capovila, a la inauguració de la facultat de medicina de la Universitat Catòlica del Sacro Cuore.

L'escut de Joan XXIII:
Vermell, la banda d'argent, la torre tancada i finestrada en negre travessada sobre tot i acostada a la part superior per dos lliris en plata, amb el cap patriarcal de Venècia: d'argent, el lleó alat passant, guardant i mantenit amb la pota anterior dreta un llibre obert amb la inscripció "PAX TIBI MARCE EVANGELISTA MEUS", tot en or.

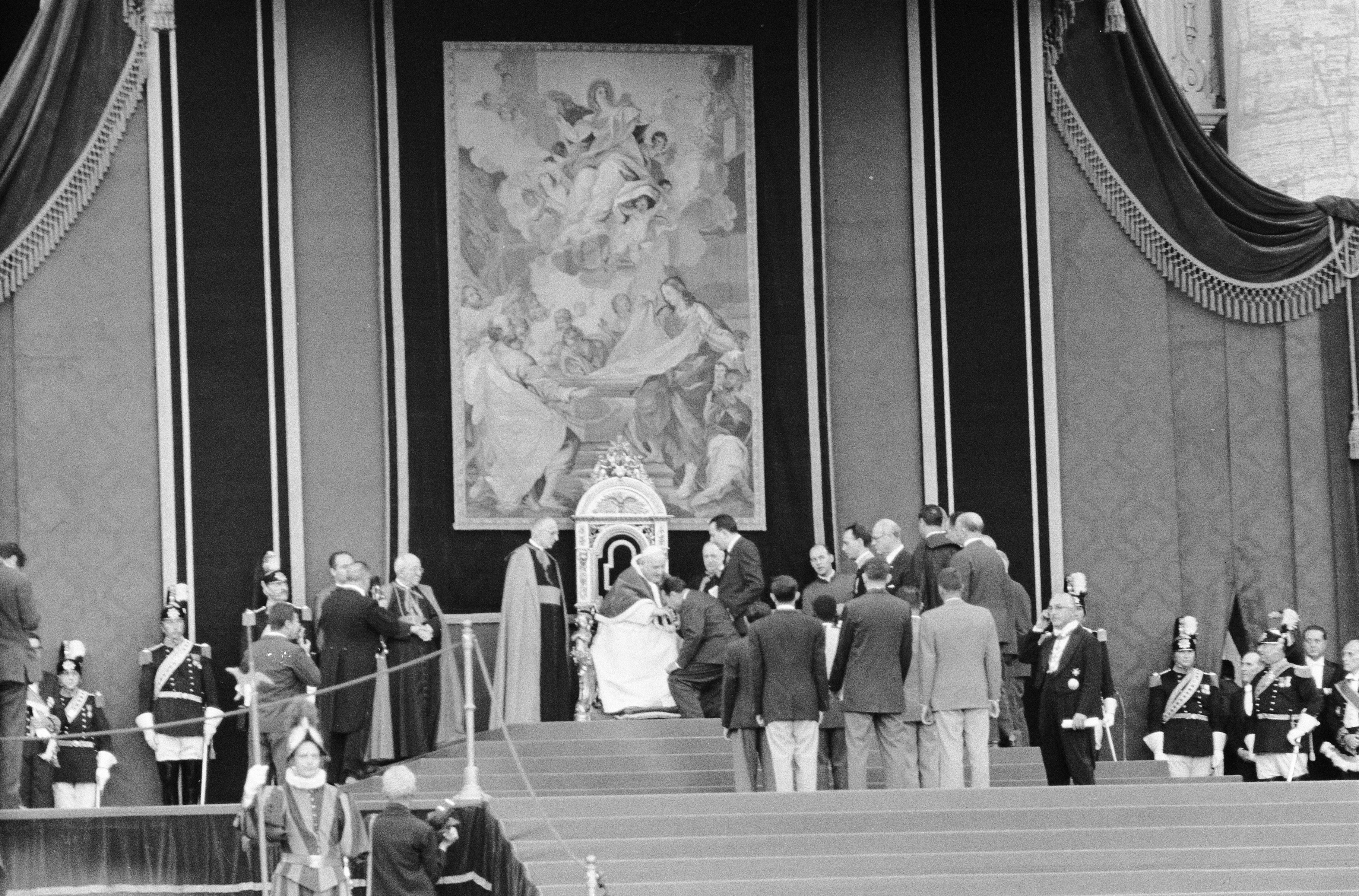
Joan XXIII rebent en audiència esportistes participants als Jocs Olímpics d'Estiu 1960.

Tot i que molts van considerar que a causa de la seva avançada edat i de la seva modèstia personal, seria un figura de transició que no tindria història, Joan XXIII va demostrar aviat que no seria així. Ni els cardenals ni la resta de l'Església esperaven que el temperament alegre, la calidesa i la generositat de Joan XXIII captivessin els afectes del món d'una forma que el seu predecessor no va poder. Igual que Pius XI pensava que el diàleg era la millor forma per a donar solució a un conflicte. A diferència dels seus predecessors, volia estar en contacte amb la gent del carrer i es preocupava pels problemes de la seva vida diària, va ser el primer papa que va abandonar el Vaticà per visitar malalts i presos i va ser el primer des del 1870 que com a bisbe de Roma va anar a visitar les seves parròquies. Un dels seus primers actes de pontificat, que el va enfrontar amb la resta de la cúria, va ser reduir els alts sous (i la vida de luxe que, ocasionalment, duien els bisbes i cardenals). Així mateix, va dignificar les condicions laborals dels treballadors del Vaticà, que fins aquell moment mancaven de molts dels drets dels treballadors europeus i eren mal remunerats.
Al desembre del 1958 Joan XXIII va fer créixer el Col·legi de Cardenals, que a causa dels pocs consistoris de Pius XII s'havia reduït en gran nombre. En quatre anys i mig creà cinquanta-dos cardenals nous, excedint el límit superior dels setanta, situat al segle xvi per Sixt V. Al consistori de 28 de març del 1960 va nomenar al primer cardenal negre, el tanzà Laurean Rugambwa, el primer cardenal japonès, Peter Tatsuo Doi, i el primer cardenal filipí, Rufino Jiao Santos. El 6 de maig del 1962 va crear el primer sant negre, Martí de Porres, el procés canònic del qual s'havia iniciat el 1660 i després es va aturar.
El seu pontificat va estar marcat per episodis indeleblement gravat a la memòria popular, així com d'anècdotes famoses. El seu «fora de programa», de vegades increïblement immersiva, va omplir el buit de contacte amb la gent que els papes anteriors havien preservat acuradament com una forma de comunicació a distància i immanent del «vicari de Crist a la Terra», que és el paper dogmàtic del pontífex. Pel primer Nadal com a papa va visitar els nens malalts de polio de l'Hospital romà del Nen Jesús, on va beneir els nens, alguns dels quals l'havien confós amb Santa Claus.
El dia de Sant Esteve, sempre el primer any del seu pontificat, el 26 de desembre del 1958, va visitar als presos a la presó romana de Regina Coeli, dient-los: «No podeu venir a mi, així que vinc a vosaltres […] Així que aquí estic, he vingut, m'heu vist; he fixat els meus ulls en els vostres, he posat el meu cor prop del vostre cor […] La primera carta que escriviu a la llar ha de portar la notícia que el papa ha estat amb vosaltres i que s'ha compromès a pregar per les vostres famílies». Memorable, va acariciar el cap del reclús que, desesperat i inesperadament es va llançar als peus preguntant si «les paraules d'esperança que els havia donat també valen per a mi».
En total va eixir 152 vegades dels murs del Vaticà, tot i el seu breu pontificat, entre d'altres per a visitar les parròquies de Roma els diumenges. La seva marca distintiva era la broma inevitable. Quan va anar a l'Hospital dello Santo Spirito per visitar sense gaire fanfàrria un amic seu capellà, personalment va trucar la porta de les germanes que, sense demanar, obriren i es van trobar davant del papa. La superiora, excitada, es va presentar: «Sant Pare… jo sóc la mare superiora de l'Esperit Sant!». Amb la presència d'ànim, va respondre: «Tens sort, quina promoció! Jo no sóc més que el servent dels servents de Déu!».
Durant aquestes visites, Joan XXIII deixava de costat l'ús papal habitual del plural majestàtic quan es refereia a si mateix, com quan va visitar un reformatori per a delinqüents juvenils a Roma dient-los «Volia venir aquí feia algun temps». Els mitjans de comunicació es van adonar d'això i van reportar que «Va parlar amb els joves en llur llengua»." Aquests actes crearen una gran sensació, i va escriure al seu diari: «[…] Gran sorpresa a la premsa romana, italiana i internacional. Estava tancat per tots els costats: les autoritats, els fotògrafs, els presos, els guàrdies […]».
Quan l'esposa del president dels Estats Units, Jacqueline Kennedy, va visitar el Vaticà per trobar-se amb ell, va començar a provar nerviós les dues salutacions de benvinguda que havia estat advertit d'usar «mrs Kennedy, madame» o «madame, mrs Kennedy». Quan Kennedy va arribar, però, per a la diversió de tots, va abandonar totes dues i va arribar tot just anomenant-la: «madame Jacqueline!».
El 10 de febrer del 1963, Joan XXIII va obrir oficialment el procés de beatificació del difunt cardenal Andrea Carlo Ferrari, que havia estat cardenal arquebisbe de Milà. Això li va conferir el títol de servent de Déu.
El 7 de març del 1963, la festa del patró de la Universitat Sant Tomàs d'Aquino, Joan XXIII va visitar la Universitat Pontifícia de Sant Tomàs d'Aquino Angelicum i, amb el motu proprio Dominicanus Ordo, va elevar l'Angelicum al rang d'Universitat Pontifícia. A partir de llavors seria conegut com la Universitat Pontifícia de Sant Tomàs d'Aquino a la ciutat.

#### Teologia moral

##### Anticoncepció
El 1963, Joan XXIII va establir la Comissió Pontifícia sobre el Control de Naixement compost de sis teòlegs.

##### Drets humans
Joan XXIII va ser un defensor dels drets humans, que incloïa els no nascuts i els ancians. Va escriure sobre els drets humans a la seva Pacem in terris: «L'home té dret a viure. Té dret a la integritat física i els mitjans necessaris per al correcte desenvolupament de la vida, en particular els aliments, roba, habitatge, atenció mèdica, el descans, i, finalment, els serveis socials necessaris. En conseqüència, té el dret a ser atés en cas de malaltia, la discapacitat derivada de la seva feina; viduïtat; vellesa; forçada atur, o quan per causes alienes a la seva pròpia se li priva dels mitjans de subsistència.»

##### Divorci
Pel que fa al tema del divorci, Joan XXIII va dir que la vida humana es transmet a través de la família que es fonamenta en el sagrament del matrimoni i és alhora un i indissoluble com una unió en Déu, per tant, el divorci està en contra dels ensenyaments de l'església.

#### Relacions amb els jueus
El Divendres Sant del 1959, sense previ avís, donà ordre d'eliminar l'oració Pro Judaeis, que es recitava aquell dia durant la litúrgia solemne, i que incloïa el dolorós adjectiu qualificant com a «pèrfids» els jueus. Aquest gest va ser considerat com un primer pas cap a l'acostament entre les dues religions monoteistes i va conduir Jules Isaac, director de l'Associació Amistat judeocristiana a demanar una audiència amb el papa, que li va ser concedida el 13 de juny del 1960. També va fer una confessió de l'Església del pecat d'antisemitisme a través dels segles.
Mentre que el Concili Vaticà II es celebrava, Joan XXIII encarregà el cardenal Augustin Bea la creació de diversos documents importants que pertanyien a la reconciliació amb els jueus.
El 17 d'octubre del 1961, al dia de l'aniversari de l'assalt al gueto de Roma, va rebre al Vaticà un grup de cent trenta jueus dels Estats Units per donar-los les gràcies pel seu treball en favor dels jueus, abans i després de la Segona Guerra Mundial, i els va donar la benvinguda amb les paraules bíbliques: «Jo sóc Josep, el vostre germà», referint-se, a més del seu nom de pila, a la reunió a Egipte i la reconciliació entre el patriarca Josep i els seus onze germans que en la seva joventut, l'havien perseguit.

#### La reforma litúrgica
Mantenint la continuïtat amb els seus predecessors, va continuar la reforma gradual de la litúrgia romana, i va publicar els canvis que van resultar en el Missal Romà del 1962, l'última edició típica que conté l'anomenada missa tridentina establerta el 1570 per Pius V, a petició del Concili de Trent per a les comunitats que no tenien ritual propi; i que Benet XVI autoritzà el 2007 a continuar fent-lo servir, en les condicions indicades en el seu motu propi Summorum Pontificum. En resposta a les directrius del Concili Vaticà II, les edicions posteriors del Missal Romà presenten el formulari del 1970 del ritu romà.

#### Cerimonial de Joan XXIII

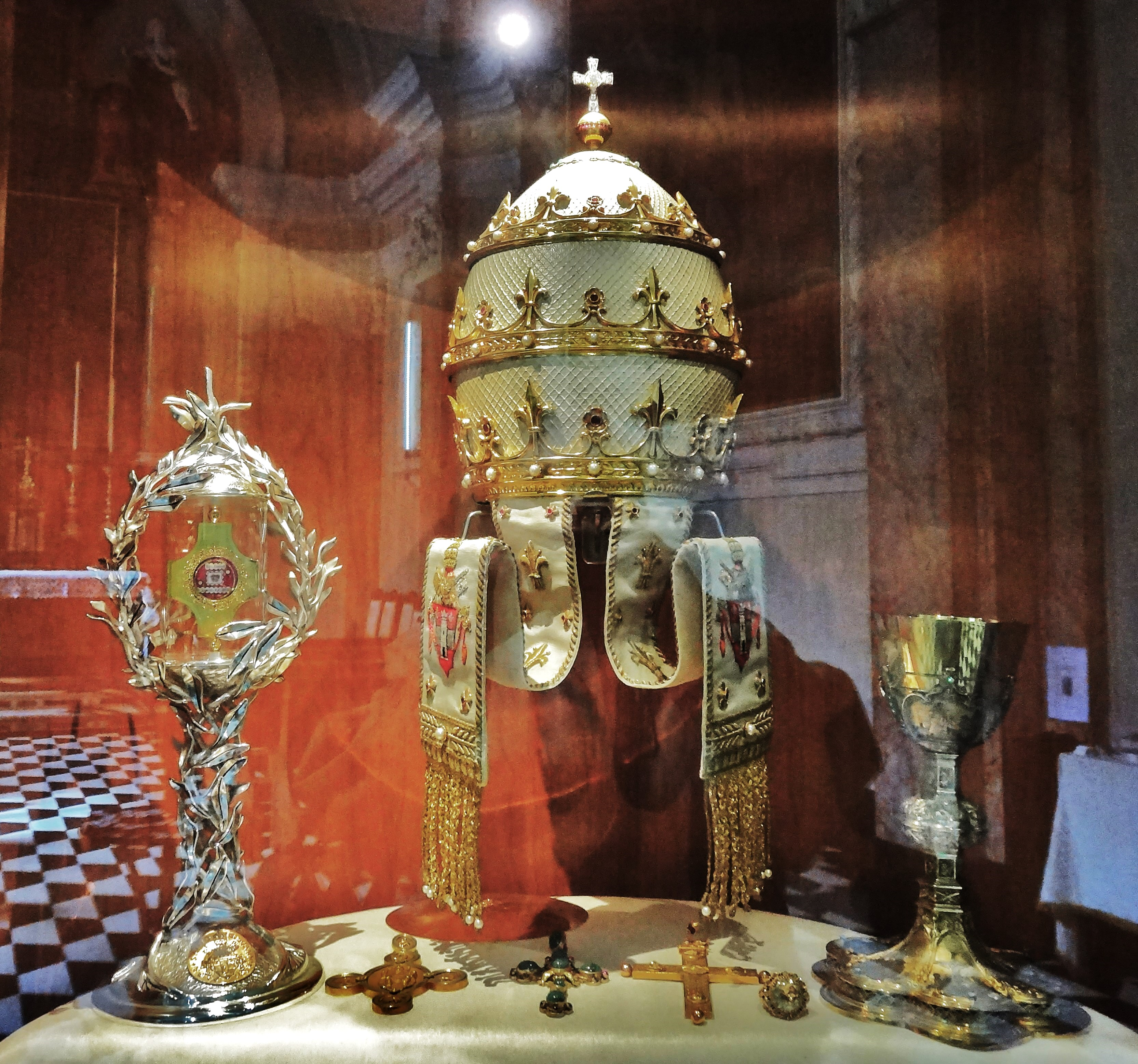
La tiara de Joan XXIII.

Va ser l'últim papa que va utilitzar el cerimonial papal complert, part del qual va ser abolit després del Vaticà II, mentre que la resta va caure en desús. La seva coronació papal va durar les tradicionals cinc hores. Pau VI, per contra, va optar per una cerimònia més curta, mentre que els papes posteriors es van negar a ser coronats. Joan XXIII, igual que el seu predecessor Pius XII, va optar per tenir la coronació en si al balcó de la basílica de Sant Pere, a la vista de la multitud reunida a la plaça de Sant Pere.
Va fer servir diverses tiares papals durant el seu papat. En les ocasions més formals lluïa la tiara Palatina del 1877 amb la que va ser coronat, però en altres ocasions, feia servir la tiara 1922 de Pius XI, que va utilitzar amb tanta freqüència que es va associar amb ell bastant sovint. Igual que els que el van precedir, la gent de Bèrgam el va obsequiar amb una tiara de plata. Joan XXIII va demanar que es redueixi el nombre de diamants a la meitat i que els diners es donessin als pobres.

#### El Concili Vaticà II i l'ecumenisme de l'Església universal

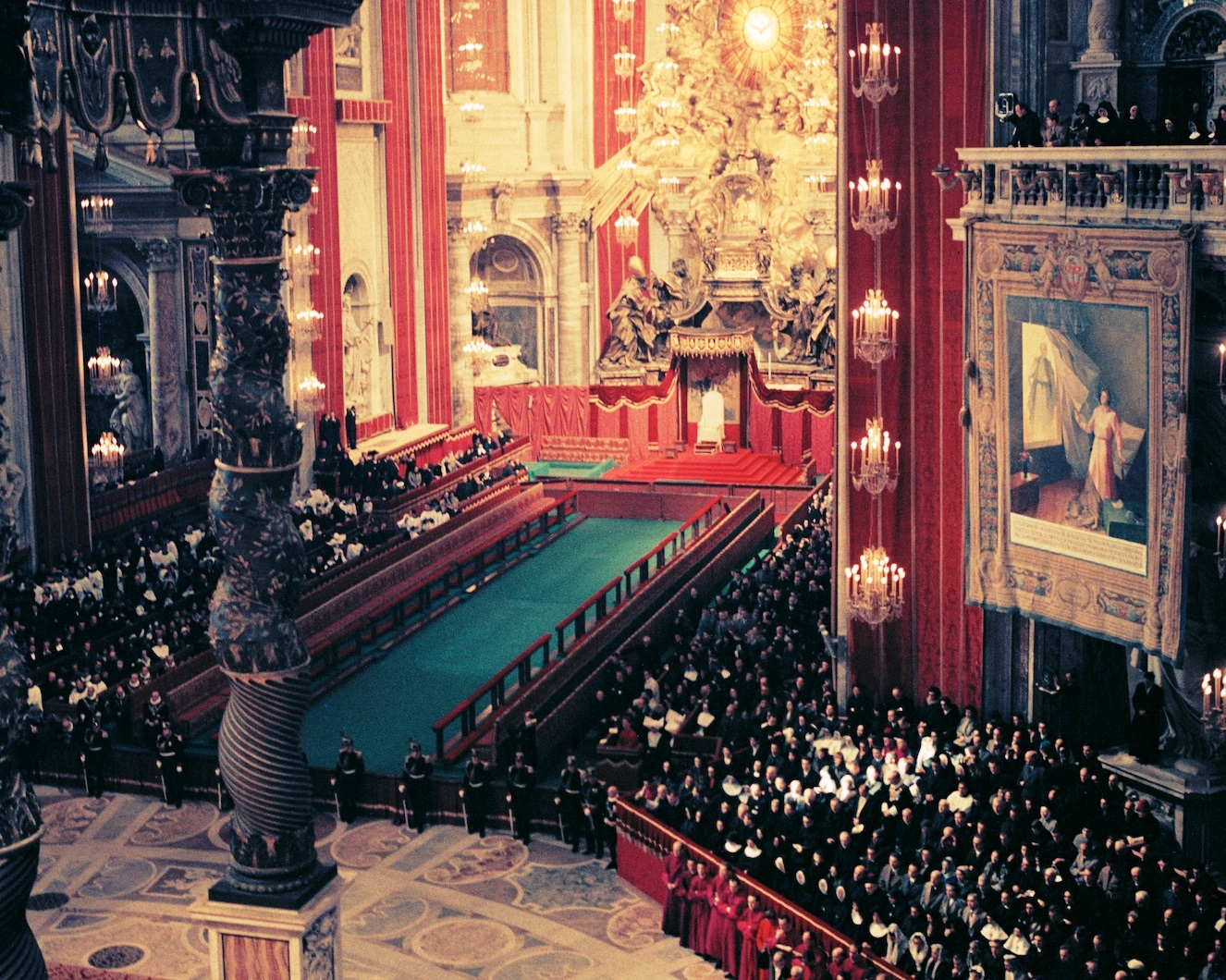
Sessió del Concili Vaticà II

El seu radicalisme no es va reduir a la informalitat. Per la sorpresa dels seus consellers i superant els obstacles i la resistència de la part conservadora de la Cúria, va demanar un concili ecumènic menys de noranta anys després del Concili Vaticà I del 1869. Mentre que els seus assessors creien que es trigaria almenys una dècada per als preparatius, Joan XXIII el programà i l'organitzà en pocs mesos. El 25 de desembre del 1961 a la Butlla de Convocatòria Humanae Salutis, Joan XXIII es va referir als objectius del Concili en la recerca de la unitat i la pau al món. El cardenal Giovanni Battista Montini, va comentar a Giulio Bevilacqua que «aquest noi ancià no s'adona del niu de vespes que està agitant.»
Tenia relacions fraternals amb els representants de diverses denominacions cristianes i no cristianes, especialment amb el pastor David J. Du Plessis, ministre pentecostal de l'Església Cristiana Evangèlica de les Assemblees de Déu. El 2 de desembre del 1960 es va trobar al Vaticà, durant aproximadament una hora, amb Geoffrey Fisher, arquebisbe de Canterbury. Va ser la primera vegada en més de quatre cents anys que un cap de l'Església Anglicana visitava el papa.
El 3 de gener del 1962 es va difondre la notícia que el Papa Joan XXIII havia excomunicat Fidel Castro seguint el Decret del 1949 de Pius XII que prohibeia als catòlics donar suport als governs comunistes. Per parlar d'excomunió va ser l'arquebisbe Dino Staffa, en aquell moment secretari de la Congregació per als seminaris, que d'acord amb els seus estudis de dret canònic considerà que ja operava de facto si no de dret. També altres importants membres de la Cúria volien aquest moviment per llançar un senyal hostil al centre-esquerra emergent a Itàlia. L'autoritat d'aquests articles es va fer de manera que la llegenda de l'excomunió no es contradeia amb el papa (encara que no era gaire dolent). A més, Castro havia sortit prèviament de la fe catòlica i per això, ho considerà com un esdeveniment de poca importància, ja que segons ell mateiix va admetre mai no havia estat un creient.
De fet tal acte mai no va ser fet pel papa, com ho va revelar el 28 de març del 2012 el llavors secretari d'Angelo Giuseppe Roncalli, Loris Capovilla, segons el qual la paraula excomunió no formava part del vocabulari del Papa bo. Com a prova de les declaracions, n'hi ha prou de llegir el diari de Joan XXIII en el qual no s'esmenta la mesura el 3 de gener del 1962 (data en la qual només parla de les seves audiències) o en altres dates.
El mateix 1962, el Sant Ofici en la persona del cardenal Alfredo Ottaviani va escriure el Crimen sollicitationis, amb l'aval del papa: un document directe a tots els bisbes del món, on s'establien les sancions que es podien imposar d'acord amb el dret canònic en els casos de sollicitatio ad turpia (en llatí, «provocació a la indecorosa»), és a dir, quan un clergue (sacerdot o bisbe) fos acusat d'utilitzar el sagrament de la confessió per fer avenços sexuals als penitents. Estava previst, pels incidents més greus, l'excomunió per als que hi tenien tot encallat.
El 4 d'octubre del 1962, una setmana abans de l'inici del Concili Vaticà II, va fer una peregrinació a Loreto i Assís, confiant la sort de l'imminent Concili a la Mare de Déu i a sant Francesc. Roncalli era des de l'edat dels catorze anys terciàri franciscà. En el camí s'aturà a Orte, Narni, Terni, Spoleto, Foligno, Fabriano, Iesi, Falconara i Ancona, on les multituds l'aclamaren.
Per primera vegada des de l'unificació d'Itàlia un papa sortia de les fronteres de Roma i voltants. El curt viatge va constituir l'exemple d'un Papa pelegrí que va ser seguit pels seus successors. La gent va celebrar la iniciativa i es van reunir fora de les diverses estacions on el tren papal s'aturava i als dos santuaris. A Assís fins i tot els germans havien pujat al sostre al davant de la basílica.

##### El discurs de la lluna
Un dels discursos més famosos de Joan, potser un dels discursos més famosos en la història de l'Església, és el que ara es coneix com El discurs de la lluna. L'11 d'octubre del 1962, la nit de l'obertura del Concili, la plaça de Sant Pere era plena de fidels. Reclamat a crits pels presents, Roncalli va decidir treure el cap, per limitar-se a beneir als presents. Però va pronunciar, fruit de la casualitat, un discurs simple, dolç i poètic, amb un recurs extraordinari a la Lluna, però, conté elements dels innovadors:
| « | Estimats fills, Escolto les vostrs veus. La meva és una veu sola, però resumeix la veu de tot el món. Aquí el món està representat. Semblaria que fins i tot la Lluna està escometent aquesta nit –observeu-la amunt– per veure aquest espectacle. | » |

A continuació, el Papa va saludar els fidels de la diòcesi de Roma (en ésser també el bisbe), i es produí un acte d'humilitat, potser sense precedents, dient entre altres coses:
| « | La meva persona no compta per a res, és un germà que et parla, esdevingut pare per la voluntat del nostre Senyor, però tots junts la paternitat i germanor és la gràcia de Déu [….] Fem honor a Nosaltres honorem a les impressions d'aquesta nit, que sempre són els nostres sentiments, com ara les expressem davant del cel, i abans de la terra: la fe, l'esperança, la caritat, l'amor de Déu, amor de germans. I després tots junts, ajudat també, en la pau del Senyor, a les obres de bé. | » |

I, en la línia d'humilitat, li va donar una ordre del Papa parlant com un capellà:
| « | De tornada a casa, us trobareu els nens. Doneu una carícia als vostres fills i dieu-los que aquesta és la carícia del papa. Trobareu algunes llàgrimes per netejar, digeu una paraula amable: el papa està amb nosaltres, especialment en temps de tristesa i amargor. | » |

##### La primera sessió del Vaticà II
L'11 d'octubre del 1962, es va dur a terme la primera sessió del Concili Vaticà II. Joan XXIII va pronunciar el discurs Gaudet Mater Ecclesia, que va servir com el discurs d'obertura. El dia va ser bàsicament per elegir els membres de les diverses comissions conciliars que treballarien en els temes presentats al Concili. En aquesta mateixa nit després de la conclusió de la primera sessió, la gent a la plaça de Sant Pere va cantar i va cridar amb l'únic objectiu delfer aparèixe Joan XXIII a la finestra per fer-los front.
La primera sessió va acabar en una cerimònia solemne el 8 de desembre del 1962 amb la següent sessió programada per al 1963 del 12 de maig al 29 de juny (així ho va anunciar el 12 de noviembre del 1962). Al discurs de tancament de Joan XXIII va fer referències subtils Pius IX, i expressar el desig de veure'l beatificat i finalment canonitzat. Al seu diari espiritual, durant un retir al 1959, Joan XXIII va fer aquesta observació: «De Pius IX sempre penso en la seva memòria santa i gloriosa, i en imitar-lo en el seu sacrifici, i m'agradaria ser digne de celebrar la seva canonització.»

#### La crisi dels míssils a Cuba

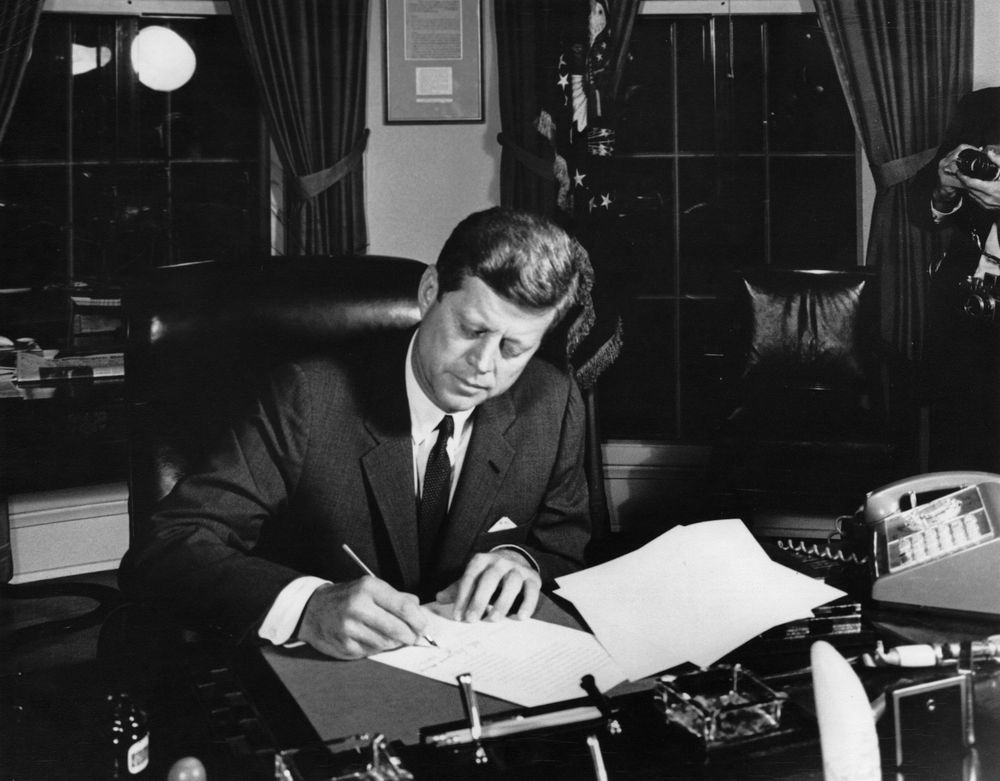
El president estatunidenc John Kennedy va autoritzar un bloqueig naval a Cuba

Pocs dies després de l'obertura del Concili, el món semblà que es precipitaria en l'abisme d'un conflicte nuclear. El 22 d'octubre del 1962, el president dels Estats Units d'Amèrica, John F. Kennedy, anuncià a la nació la presència d'instal·lacions de míssils a Cuba i que s'apropaven a l'illa d'alguns vaixells soviètics que portaven caps nuclears per a l'armament dels míssils. Kennedy imposà un bloqueig naval militar de 800 milles de l'illa, va ordenar les tripulacions d'estar preparats per a qualsevol eventualitat, però els vaixells soviètics semblaven decidits a trencar el bloqueig.
Davant el drama de la situació, el Papa sentí la necessitat d'actuar per la pau. El 25 de d'octubre, mitjançant Ràdio Vaticana, va dirigir «a tots els homes de bona voluntat» un missatge en francès, ja entregat abans a l'ambaixador dels Estats Units davant la Santa Seu i als representants de la Unió Soviètica: «L'Església té al cor, més que res, la pau i la germanor entre els homes; i treballa sense descans per consolidar aquests bens. En aquest sentit, hem observat els greus deures dels qui tenen la responsabilitat de poder. Avui renovem aquesta crida des del cor, i supliquem als caps d'Estat no romandre sords al crit de la humanitat. Feu tot el possible per salvar la pau: pel que estalviarà al món els horrors de la guerra, i ningú pot preveure les conseqüències terribles. Serveu els tractats. Sí, aquesta distribució justa i oberta té un gran valor com a testimoni a la consciència de cada individu i a la cara de la història. Promoure, animar, acceptar negociacions, en tots els nivells i en tots els temps, és senyal de saviesa i prudència, que atreu les benediccions del Cel i de la terra.» El missatge suscita consens en ambdues parts i, al final, la crisi va remetre.
Encara no s'han publicat els documents sobre l'activitat exercida per la pau en aquells dies per la diplomàcia del Vaticà cap al catòlic Kennedy i sobre la Unió Soviètica, pel Govern italià, presidit pel demòcristià Amíntor Fanfani. És cert, però, que el 27 d'octubre a les 11:03, després de menys de quaranta-vuit hores del missatge de ràdio del papa arribà a Washington una proposta de Nikita Khrusxov, sobre la tornada al seu país dels vaixells soviètics i el desmantellament de les centrals cubanes a canvi de la retirada d'armes nuclears nord-americanes a Turquia i d'Itàlia situats a la base de San Vito dei Normanni. A causa que en aquell mateix matí, a la capital nord-americana, estava present Ettore Bernabei, home de confiança de Fanfani encarregat d'entregar a Kennedy una nota del govern italià amb la qual va acceptar la retirada dels míssils de la base italiana, no és improbable que la mediació diplomàtica va ser coordinada hàbilment entre el Vaticà i Palazzo Chigi. El 28 d'octubre, Estats Units acceptà la proposta soviètica.
La importància del pas del papa és testimoniada pel rus Anatoly Krasikov, en la biografia de Joan XXIII escrita per Marco Roncalli: «És curiós que en els estats catòlics no es pot trobar un rastre d'una reacció oficial positiva a l'apel·lació del papa a la pau, mentre que l'ateu Khruishov no va tenir el més mínim moment de vacil·lació a donar les gràcies al papa i subratllar el seu paper principal en la resolució d'aquesta crisi que havia portat al món a la vora de l'abisme». El 15 de desembre del 1962, de fet, el papa va rebre una nota d'agraïment del líder soviètic amb el següent missatge: «Amb motiu de les santes festivitats de Nadal li prego que accepti els millors desitjos i felicitacions… per la seva constant lluita per la pau i la felicitat i el benestar.». L'experiència dramàtica va convèncer encara més Joan XXIII en un renovat compromís amb la pau. A partir d'aquesta presa de consciència, va néixer, a l'abril del 1963, la redacció de l'encíclica Pacem in Terris.

#### Pacem in Terris
Pacem in Terris segueix sent una peça vital de la teologia catòlica sobre el vessant de la vida social i ciutadana. A més, segueix sent una peça important per a la cultura social occidental fins i tot secular del segle xx, un text la lectura del qual és necessari per a la comprensió d'alguns rastres de la política del Vaticà i occidental.
Joan XXIII va revelar que havia encomanat la composició de les seves encícliques més famoses, les de caràcter social, als seus col·laboradors: en el cas de Mater et Magistra era el mateix que el confirmà a la finestra de la Plaça de Sant Pere, que indicà que el grup d'experts va instruir a rodar a terme aquest refugiat tingut a Suïssa i que havia perdut tot rastre. Per l'encíclica Pacem in Terris va passar el mateix: aconseguir el primer ministre de Bèlgica, Théo Lefèvre, que complementa la publicació del document, li va confiar: «Miri, a part d'unes poques línies que són meves, tota la resta és el resultat el treball d'altres... Aquests són problemes que el Papa no pot arribar a conèixer.» El diari còmic belga Pan informà de l'episodi.
És la primera encíclica que, a més dels sacerdots i dels fidels catòlics es dirigeix «a totes les persones de bona voluntat».
Llegida en les valoracions dels seus paràgrafs semblaria un document constitucional que classifica els drets i deures. Llegit històricament, però, inclou alguns elements que es guanyaven la force de frappe per superar l'estancament en les relacions entre Església i Estat, llavors pràcticament estancades. La referència a les necessitats de l'estat de benestar, mentre que en el món occidental començaven a proposar-se esquemes de capitalisme extrem en l'estil dels Estats Units, va arribar durant la Guerra Freda, amb les nacions europees la intenció de política i administrativament pagar els impostos de la derrota i, per tant, més propensos a tenir en compte (el que hauria estat una eina de gestió de facilitació per als governs) reducció de la despesa pública d'assistència.
Per contra, l'encíclica no va anar a certes propostes d'estat que la societat pogués convertir-se en socialista, i restaurava el paper de la centralitat de l'home, la llibertat de pensament i l'enteniment, la raó i el motor de les opcions ideals i la meta de la sociabilitat. Val la pena tornar l'article 5:
| « | En una convivència ordenada i profitosa hi ha d'haver com a principi fonamental que cada ésser humà és una persona que és, naturalesa dotada d'intel·ligència i lliure albir; i, per tant, està subjecte als drets i obligacions que provenen immediatament i al mateix temps de la seva pròpia naturalesa: els drets i deures que, per tant, són universals, inviolables i inalienables. | » |

La Pau, objecte fonamental i declarat de l'encíclica, només pot sorgir de la reconsideració, en el sentit potser "interès" o potser millor humanístic, el valor de l'home "individu" que no pot ser aniquilat en la presència dels sistemes, ja siguin capitalistes o socialistes. És poc el que es va recordar de "tercera via", també anomenat "el camí del sentit comú", avui redescoberta per més i més persones i grups, però el temps ja ben definida.

### Mort

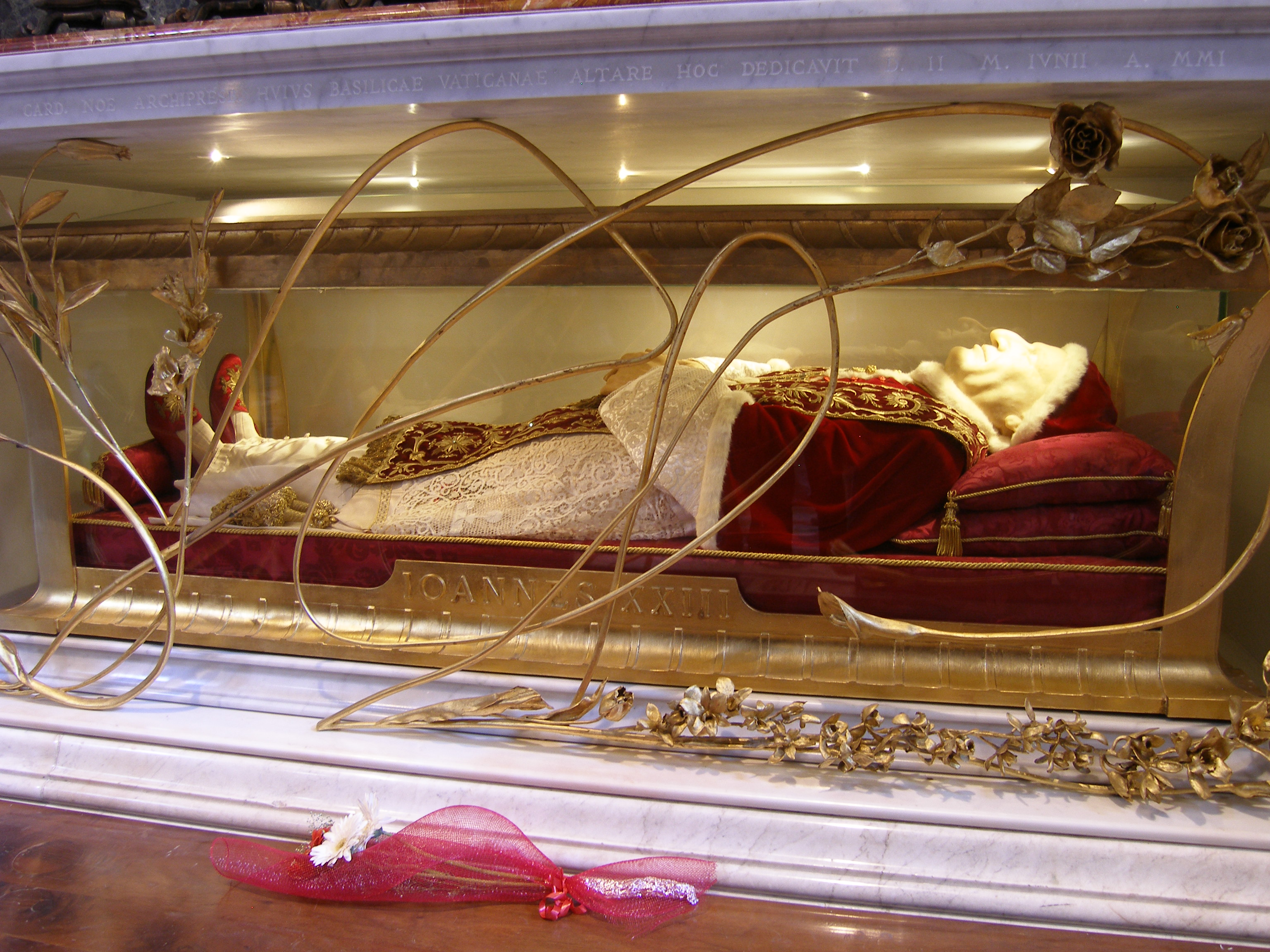
Sarcòfag que conté el cos de Joan XXIII, a la basílica de Sant Pere del Vaticà. La cara i les mans estan recobertes amb una capa de cera.

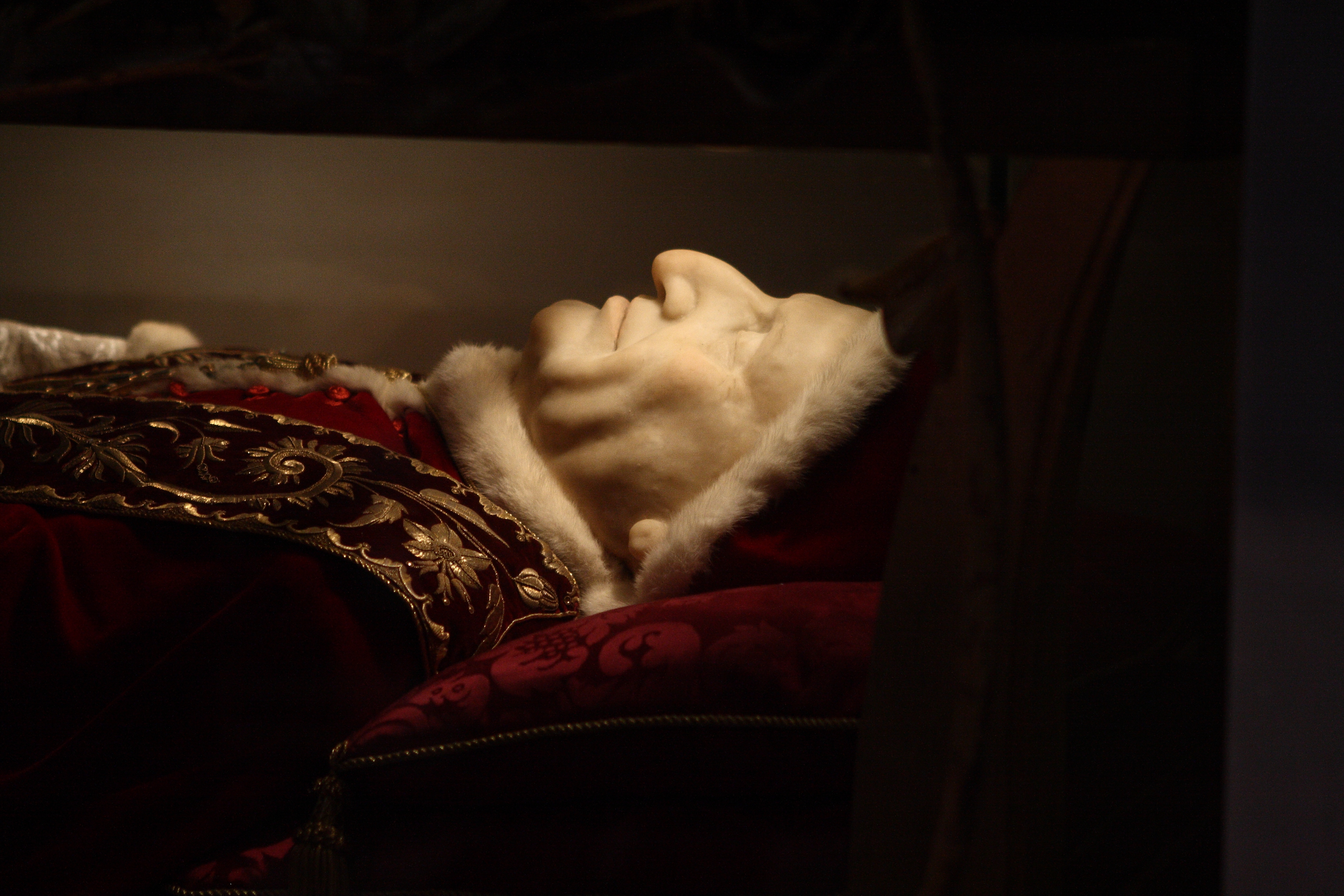
Detall del rostre de Joan XXIII al sarcòfag

El 23 de setembre del 1962, abans de l'obertura del Concili Vaticà II, li van diagnosticar un càncer d'estómac, una malaltia que ja havia colpejat altres germans Roncalli. El diagnòstic, que es va mantener en secret a l'opinió pública, seguit gairebé vuit mesos d'hemorràgies estomacals ocasionals, i va reduir les aparicions del pontífex. Pàl·lit i dibuixat durant aquests esdeveniments, va advertir del seu destí final a l'abril del 1963, quan va dir als seus visitants: «El que li passa a tots els homes potser li passarà aviat al papa, que et parla avui dia.»
El 7 de març del 1963, per a sorpresa general, els va concedir una audiència a Rada Khruisheva, filla del secretari general del PCUS Nikita Khrusxov i el seu marit, Alexei Adžubej. Aquesta última representà l'apreciació del seu pare a les iniciatives papals a favor de la pau, el que implicà la disponibilitat de l'establiment de relacions diplomàtiques entre el Vaticà i la Unió Soviètica. El papa expressà la necessitat de procedir per etapes en aquest sentit, perquè en cas contrari tal pas no hauria estat entés pel públic.
Encara que era visible el progrés del càncer, el Papa Joan signà l'11 d'abril del 1963, l'encíclica Pacem in Terris. El 10 de maig del 1963, va rebre el Premi Balzan en privat al Vaticà, però desvià els seus èxits als cinc papes de la seva vida, des de Lleó XIII a Pius XII. L'11 de maig, el president italià, Antonio Segni li va atorgar oficialment el Premi Balzan pel seu compromís per la pau. Mentre que anava al cotxe de camí a la cerimònia oficial, va patir grans mals de panxa, però insistí en trobar-se amb Segni per rebre el premi al Palau del Quirinal i no pas al Vaticà. Va dir que hauria sigut un insult honorar un pontífex sobre les restes del crucificat Sant Pere. Va ser la seva última aparició pública.
El 23 de maig del 1963, solemnitat de l'Ascensió, va aparèixer per última vegada per la finestra per resar el Regina Coeli. El 25 de maig del 1963, va patir una altra hemorràgia i que va requerir diverses transfusions de sang, però el càncer ja havia perforat la paret estomacal i la peritonitis aviat arribaria. Els metges li demanaren una decisió respecte a aquest assumpte i el secretari de Joan XXIII, Loris F. Capovilla, li va donar la notícia dient que el càncer havia fet la seva feina i que ja no es podia fer res per ell. Al voltant d'aquest temps, els seus germans restants van arribar a estar amb ell. El 31 de maig, es va fer evident que el càncer havia superat la resistència de Joan XXIII, confinat al llit. A la tarda del 3 de juny va patir una febre alta, arribant a uns 42 graus, a causa de la malaltia que l'afligia des de feia algun temps.
Joan XXIII va morir d'una peritonitis causada per un estómac perforat a les 19:49, hora local, el 3 de juny del 1963 a l'edat de 81 anys. «Per què plorar? Aquest és un moment d'alegria, un moment de glòria», van ser les seves últimes paraules dirigides al seu secretàri, Loris Francesco Capovilla. Va morir en el moment que acabava una missa celebrada per Luigi Traglia per a ell a la plaça de Sant Pere. Al Concili Vaticà II, del qual no va veure la fi per tant es produirien en els anys següents canvis fonamentals que donarien una nova connotació al catolicisme modern. Els efectes visibles de manera més immediata van consistir en la reforma litúrgica, un nou ecumenisme i finalment en un nou enfocament per al món i per a la modernitat.
Joan XXIII va ser enterrat inicialment a les grutes vaticanes. Dues corones, col·locades als dos costats de la seva tomba, van ser donades pels presos de la presó de Regina Coeli i la presó Màntua, a Verona. El 22 de juny del 1963, un dia després del seu amic Giovanni Battista Montini fos elegit com el seu successor, amb el nom de Pau VI, aquest va pregar a la tomba. Amb motiu de la beatificació, el seu cos va ser exhumat. El cos va ser trobat en un perfecte estat de conservació (excepte algun ennegriment i per diverses col·licuacions menor en parts dependents), gràcies al procés d'embalsamament especial realitzat pel professor Gennaro Goglia després de la seva mort, que consisteix entre altres coses, la injecció de molts litres de líquid conservador en les artèries principals, en substitució de la sang. Practicats alguns treballs de conservació, a la cara i les mans es va aplicar una capa de cera conservadora. Llavors, després de la cerimònia de beatificació i l'exposició als fidels, el cos va ser enterrat en una urna de vidre a l'altar de la nau dreta de la Basílica de Sant Pere.

## La beatificació i canonització

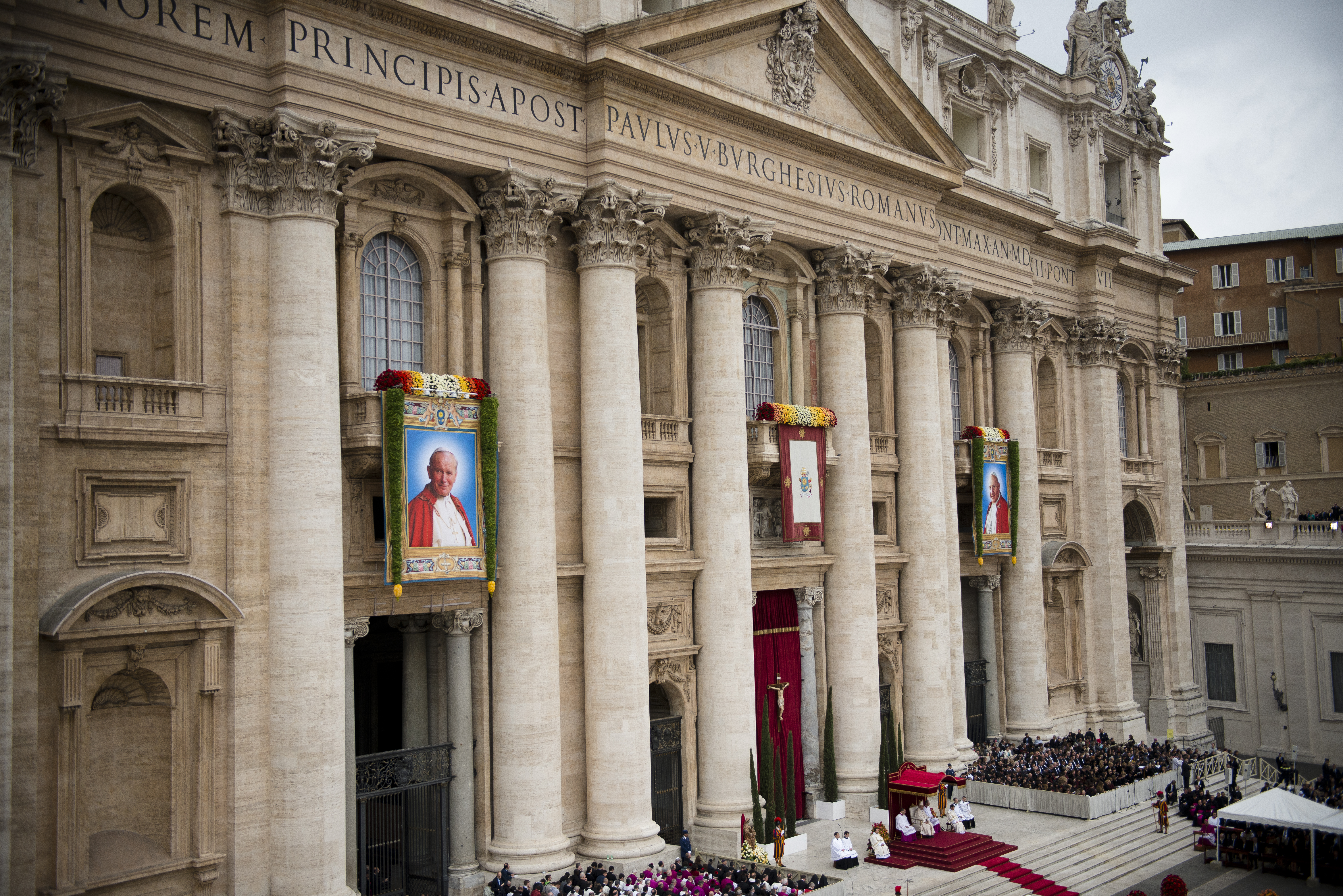
Canonització celebrada pel Papa Francesc.

Joan XXIII va ser conegut afectuosament com el «bon papa Joan». La seva causa de canonització va ser oberta per Pau VI durant la sessió final del Concili Vaticà II, el 18 de novembre del 1965, juntament amb la causa de Pius XII.
Va ser declarat beat per Joan Pau II el 3 de setembre del 2000. El Martirologi Romà indica com a dia de culte el 3 de juny, mentre que les diòcesis de Roma, Bèrgam i Milà celebren la memòria local l'11 d'octubre, aniversari de l'obertura del Concili (11 d'octubre del 1962). Després de la canonització, es va establir una sola data a nivell universal, l'11 d'octubre. En aquells moments, es va observar que el cos estava extremadament ben conservat, una condició que l'Església atribueix a l'embalsamament i la manca de flux d'aire en la seva triple taüt segellat, en lloc d'un miracle. Quan el cos de Joan XXIII va ser traslladat el 2001, la llosa original es retirà i es posà una de nova: va ser aquí on el cos de Joan Pau II va estar enterrat entre el 4 setembre del 2005 fins a l'abril del 2011, abans de ser traslladat per a la seva beatificació l'1 de maig del 2011.
En general, per tal d'efectuar una beatificació, l'Església Catòlica considera una condició necessària: un miracle: en el cas de Joan XXIII, s'ha considerat com a miraculosa la curació sobtada que va tenir lloc a Nàpols el 25 de maig del 1966, de Sor Caterina Capitani, de les Filles de la Caritat, que patia d'una gastritis ulcerosa hemorràgica que era mortal. La monja, després de resar conjuntament amb les germanes a Joan XXIII, hauria tingut una visió, seguit per la sobtada curació, més tard declarat científicament inexplicable per la comissió mèdica de la Congregació per a les Causes dels Sants. Des del 2000 hi ha hagut molts informes i suposats miracles.
El 50è aniversari de la seva mort va ser celebrada el 3 de juny del 2013 pel papa Francesc, que va visitar la seva tomba i hi va resar, a continuació, es va dirigir a la multitud reunida i va parlar sobre el difunt papa. Les persones que es van reunir allà a la tomba eren de Bèrgam, la província natal del Papa.
El 5 de juliol del 2013 Francesc va signar el decret per a la canonització de Joan XXIII, que va tenir lloc el 27 d'abril del 2014, simultàniament amb la de Joan Pau II, independentment dels resultats del procés de posada en marxa per la congregació competent de la veracitat d'un segon miracle, i basant aquesta decisió sobre els seus mèrits per al Concili Vaticà II.
A la cerimònia a la Plaça de Sant Pere, celebrada per Francesc en presència del papa emèrit Benet XVI, vint caps d'estat, vuit vicecaps, deu caps de govern i 122 delegacions estrangeres, van assistir prop d'un milió de fidels, mentre que s'estimà que dos mil milions de persones havien seguit l'esdeveniment arreu del món. A més de les pantalles gegants en esglésies i places en el món, per primera vegada en la història un esdeveniment va ser transmès en viu en 3D també en més de cinc cents sales de cinema a vint països. L'esdeveniment també s'ha registrat en Ultra HD 4K gràcies a la col·laboració entre el Centro Televisivo Vaticano, Sony i Sky Italia.
La data assignada per a la celebració litúrgica de Joan XXIII no és el 3 de juny, aniversari de la seva mort, com seria habitual, sinó l'11 d'octubre, l'aniversari de la seva obertura del Concili Vaticà II. També es commemora a l'Església anglicana de Canadà, l'Església Evangèlica Luterana a Amèrica, i algunes altres organitzacions amb un dia de festa del 4 de juny, canviat originalment del 3 de juny.

## Llegat

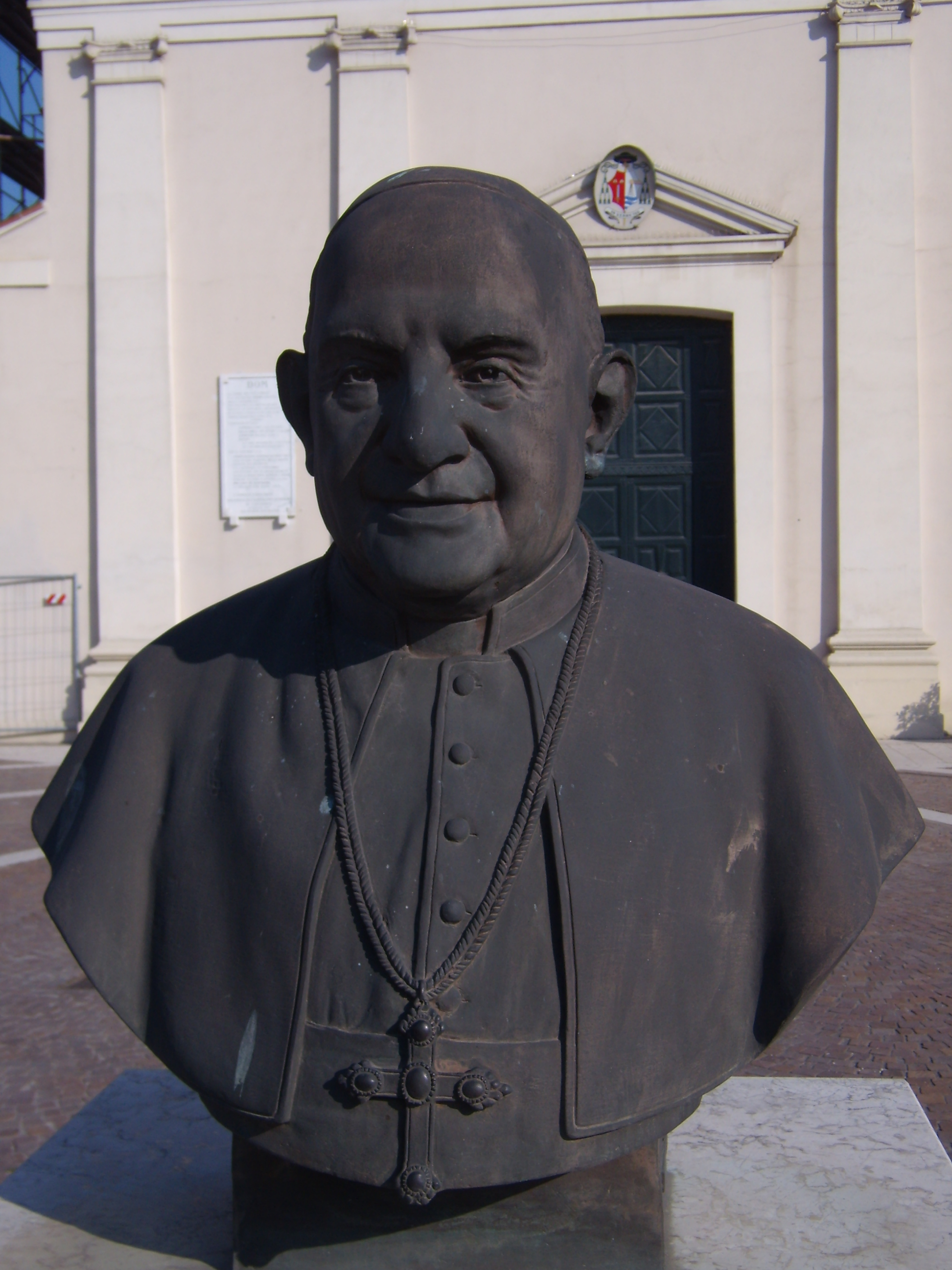
Estàtua de Joan XXIII a Porto Viro.

Des de la seva adolescència, quan va entrar al seminari, va mantenir un diari de reflexions espirituals que va ser publicat posteriorment com el Diari de l'ànima. La col·lecció de taules d'objectius escrits de Roncalli i els seus esforços com un home jove a créixer en la santedat i continua després de la seva elecció al papat; roman molt llegit.
- Els títols d'obertura de la pel·lícula L'Evangeli segons Sant Mateu de Pier Paolo Pasolini (1964) dediquen la pel·lícula a la memòria de Joan XXIII.[116]
- L'Hospital Universitari Joan XXIII de Tarragona va ser creat perquè aquest papa fora recordat per sempre.
- Hi ha una associació de teòlegs per estudiar la seva vida i llurs fets. El seu Nom és Associació de Teòlegs Joan XXIII de la qual va ser president l'aragonès Enrique Miret Magdalena (1914 - 2009).
- El compositor mexicà Julián Carrillo Trujillo (1875-1965), li dedicà una Missa, en el sistema micro-tonal en quarts de to.

### La memòria del Papa Joan a Sotto il Monte
Aquesta petita ciutat de Bèrgam, que va ser el lloc de naixement d'Angelo Roncalli, és ara el destí de moltes peregrinacions. A més de la casa natal, particularment significatiu és el museu que arquebisbe Loris Francesco Capovilla, secretari de Joan XXIII, va posar en marxa des del 1988 a la residència de Ca 'Maitino (sempre a Sotto il Monte), on solia anar durant les seves vacances d'estiu abans de ser elegit papa. Aquest museu alberga moltes relíquies que van pertànyer a Joan XXIII recollides per Capovilla, incloent el llit en el qual va morir el 3 de juny del 1963, i l'altar de la capella privada.

### A la televisió
- Joan XXIII: el Papa de la pau (en italià: Papa Giovanni - Joannes XXIII; en anglès: John XXIII: The Pope of Peace) minisèrie televisiva del 2002, dirigida per Giorgio Capitani. El Papa Joan és interpretat per Massimo Ghini (dels 20 als 60 anys) i per Edward Asner (dels 60 als 81 anys).
- Il Papa buono, minisèrie televisiva del 2003 en dues parts que narra la vida de Joan XXIII, interpretat per Fabrizio Vidale (dels 20 als 45 anys) i per Bob Hoskins (dels 50 anys fins a la mort), dirigit per Ricky Tognazzi.

## Encícliques de Joan XXIII
- Ad Petri Cathedram (29 de juny del 1959) : coneixement de la veritat, restauració de la unitat i de la pau en la caritat
- Sacerdotii Nostri Primordia (1 d'agost del 1959) : en el centenari del trànsit del sant Capellà d'Ars
- Grata Recordatio (26 de setembre del 1959) : sobre la recitació del rosari per a les missions i la pau
- Princeps Pastorum (28 de novembre del 1959) : sobre les missions catòliques
- Mater et Magistra (15 de maig del 1961) : sobre els recents desenvolupament de les qüestions socials
- Aeterna Dei Sapientia (11 de novembre del 1961) : en el XV centenari de la mort de sant Lleó Magne
- Paenitentiam Agere (1 de juliol del 1962) : invitació a fer penitència pel bon èxit del concili
- Pacem in Terris (11 d'abril del 1963) : sobre la pau entre totes les gents a la veritat, la justícia, l'amor i la llibertat

## Obres
- Il cardinale Cesare Baronio. Nel terzo centenario della sua morte, in "La scuola cattolica di Milano", a. 36, s. 4, v. 12, gennaio 1908.
- Note storiche intorno al santuario di S. Maria della Castagna presso Fontana (Bergamo), Bergamo, Istituto italiano d'arti grafiche, 1910.
- La Misericordia Maggiore di Bergamo e le altre istituzioni di beneficenza amministrate dalla Congregazione di Carità, Bergamo, Tipografia S. Alessandro, 1912.
- In memoria di mons. Giacomo Maria Radini Tedeschi vescovo di Bergamo, Bergamo, S. Alessandro, 1916.
- Mons. Giacomo Maria Radini Tedeschi vescovo di Bergamo. Note biografiche, Bergamo, S. Alessandro, 1923.
- Gli atti della visita apostolica di S. Carlo Borromeo a Bergamo (1575), a cura di, con la collaborazione di Pietro Forno, Firenze, Olschki, 1936-1957.

I, La città, 2 tomi, Firenze, Olschki, 1936-1937.
II, La diocesi, 3 tomi, Firenze, Olschki, 1939-1957.
- Gli inizi del Seminario di Bergamo e s. Carlo Borromeo, Bergamo, S. Alessandro, 1939.
- Padre Maestro Giuseppe Caneve dei frati minori conventuali. Parole di elogio pronunziate il dì 31 maggio 1943 sulla sua salma nella basilica di s. Antonio in pera da a. G. R, Padova, Tip. Della Provincia Patavina di S. Antonio, 1943.
- Trilogia Marialis Lapurdensis. 1. Il centenario delle apparizioni. 2. La dedicazione del nuovo tempio. 3. La piccola veggente di Lourdes e il grande pontefice Pio X nella luce della loro santità, Venezia-Padova, Tip. del Santo, 1958.
- Scritti e discorsi

I, 1953-1954, Roma, Paoline, 1959.
II, 1955-1956, Roma, Paoline, 1959.
III, 1957-1958, Roma, Paoline, 1959.
IV, Foglie sparse degli anni 1953-1954-1955-1956-1957-1958, Roma, Paoline, 1962.
- Scritti e discorsi di S. S. Giovanni XXIII nel 1958, Siena, Cantagalli, 1959.
- Scritti e discorsi di S. S. Giovanni XXIII nel 1959, 6 voll., Siena, Cantagalli, 1959-1960.
- Il cinema nella parola del Cardinale Roncalli, Roma, Ediz. dell'Ateneo, 1959.
- Giovanni XXIII pastor et nauta. Vita, scritti e discorsi fino alla festa dell'Ascensione del 1959, Roma, Santoro, 1959.
- La propagazione della fede nel mondo, Roma, Pontificia unione missionaria del clero, 1959.
- Scritti e discorsi di S. S. Giovanni XXIII nel 1960, 6 voll., Siena, Cantagalli, 1960.
- Discorsi, messaggi, colloqui del Santo Padre Giovanni XXIII

I, Primo anno del pontificato. 28 ottobre 1958 - 28 ottobre 1959, Città del Vaticano, Tip. Poliglotta Vaticana, 1960.
II, Secondo anno del pontificato. 28 ottobre 1959 - 28 ottobre 1960, Città del Vaticano, Tip. Poliglotta Vaticana, 1961.
III, Terzo anno del pontificato. 28 ottobre 1960 - 28 ottobre 1961, Città del Vaticano, Tip. Poliglotta Vaticana, 1962.
IV, Quarto anno del pontificato. 28 ottobre 1961 - 28 ottobre 1962, Città del Vaticano, Tip. Poliglotta Vaticana, 1963.
V, Quinto anno del pontificato. 28 ottobre 1962 - 3 giugno 1963, Città del Vaticano, Tip. Poliglotta Vaticana, 1964.
VI, Indice delle materie contenute nei cinque volumi dei Discorsi, messaggi, colloqui del Santo Padre Giovanni XXIII. 28 ottobre 1958-3 giugno 1963, Città del Vaticano, Libreria editrice vaticana, 1967.
- "Mater et Magistra". La qüestió social a la llum de la doctrina cristiana (traducció al català, Dr. Vicenç Nolla, canonge), Editorial Estela, Barcelona, 1961.
- Encicliche e discorsi, 5 voll., Roma, Paoline, 1961-1963.
- Scritti e discorsi di S. S. Giovanni XXIII nel 1961, 6 voll., Siena, Cantagalli, 1961.
- Scritti e discorsi di S. S. Giovanni XXIII nel 1962, 4 voll., Siena, Cantagalli, 1962.
- Il giornale dell'anima e altri scritti di pietà, Roma, Storia e letteratura, 1962.
- Breviario di papa Giovanni. Pensieri per ogni giorno dell'anno, Milano, Garzanti, 1966.
- Edizione nazionale dei diari di Angelo Giuseppe Roncalli (Giovanni XXIII)

I, Il giornale dell'anima. Soliloqui, note e diari spirituali, Bologna, Istituto per le scienze religiose, 2003. ISBN 88-901107-0-8.
II, Nelle mani di Dio a servizio dell'uomo. I diari di don Roncalli, 1905-1925, Bologna, Istituto per le scienze religiose, 2008. ISBN 978-88-901107-5-7.
III, Tener da conto. Agendine di Bulgaria, 1925-1934, Bologna, Istituto per le scienze religiose, 2008. ISBN 978-88-96118-00-9.
IV, La mia vita in Oriente. Agende del delegato apostolico
IV.1, 1935-1939, Bologna, Istituto per le scienze religiose, 2006. ISBN 88-901107-7-5.
IV.2, 1940-1944, Bologna, Istituto per le scienze religiose, 2008. ISBN 978-88-96118-01-6.
V, Anni di Francia
V.1, Agende del nunzio, 1945-1948, Bologna, Istituto per le scienze religiose, 2004. ISBN 88-901107-1-6.
V.2, Agende del nunzio, 1949-1953, Bologna, Istituto per le scienze religiose, 2006. ISBN 88-901107-9-1.
VI, Pace e Vangelo. Agende del patriarca
VI.1, 1953-1955, Bologna, Istituto per le scienze religiose, 2008. ISBN 978-88-901107-4-0.
VI.2, 1956-1958, Bologna, Istituto per le scienze religiose, 2008. ISBN 978-88-901107-6-4.
VII, Pater amabilis. Agende del pontefice, 1958-1963, Bologna, Istituto per le scienze religiose, 2007. ISBN 978-88-901107-2-6.

## Honors
Gran Mestre de l'orde Suprem del Crist
 Gran Mestre de l'orde de l'Esperó d'Or
 Gran Mestre de l'orde de Pius IX
 Gran Mestre de l'orde eqüestre de Sant Gregori el Gran
 Gran Mestre de l'orde de Sant Silvestre
 Creu al Mèrit de Guerra
 Medalla commemorativa pels capellans de la guerra italoaustríaca del 1915-1918 (4 anys)
 Medalla commemorativa de la Unitat d'Itàlia 1848-1918
 Medalla commemorativa italiana de la Victòria del 1918
 Gran Creu de la Legió d'Honor (França)
 Medalla Presidencial de la Llibertat (Estats Units) - 1963
Persona de l'Any de la Revista Time (1962)